# Bunuri mobile din domeniul științele naturii clasate în patrimoniul cultural național al României aflate în municipiul București (fond)
Acestă listă conține bunurile mobile din domeniul științele naturii clasate în Patrimoniul cultural național al României aflate la momentul clasării în municipiul București.
| Foto | Informații generale                                             | Detalii tehnice                                                                                          | Descriere | Deținător                                                       | Legături |
| ---- | --------------------------------------------------------------- | --- | --- | --------------------------------------------------------------- | -------- |
|      | Nymphula difflualis nigralbalis Caradja, 1925                   | Descoperit: Lienping, China Dimensiuni: AA= 15 m                                                         | Holotip; la ac mai există eticheta de determinare a lui Caradja cu mențiunea "Typen" și o etichetă de culoare roșie cu mențiunea "Lectotypus, Nymphula difflualis nigralbalis Car., E.(ugen) M.(unroe) ver. 1964". | Muzeul Național de Istorie Naturală „Grigore Antipa”, București | Cimec    |
|      | Oligostigma bifurcale var. szechuanalis Caradja, 1934           | Descoperit: China Dimensiuni: AA= 22 mm                                                                  | Paralectotip; la ac mai există o etichetă cu mențiunea "5/5", o etichetă cu mențiunea "Sven Heding Exp. Ctr. Asien, Dr. Hummel", eticheta de preparat genital a lui Stefan Bleszynski ("GS-15151-SB, Bleszynski, 1960") și o etichetă de culoare roșie cu mențiunea "Paratypus, Oligostigma bifurcalis v. szechuanalis Car., E.(ugen) M.(unroe) ver., 1964". | Muzeul Național de Istorie Naturală „Grigore Antipa”, București | Cimec    |
|      | Aulacodes mimeticalis Caradja, 1925                             | Descoperit: Canton, China Dimensiuni: AA= 21 mm                                                          | Lectoltip; lipsă aripa anterioară dreaptă! La ac mai există eticheta de determinare a lui Caradja cu mențiunea "Typen", eticheta de preparat genital a lui Stefan Bleszynski ("GS-15442-SB, Bleszynski, 1960") și o etichetă de culoare roșie cu mențiunea "Lectotypus, Aulacodes mimeticalis Car., E.(ugen) M.(unroe) des., 1964". | Muzeul Național de Istorie Naturală „Grigore Antipa”, București | Cimec    |
|      | Aulacodes simplicialis f. rufalis Caradja, 1938                 | Descoperit: Shaowu, China Dimensiuni: AA= 25 mm                                                          | Allolectotip; exemplarul nu este etalat corespunzător! La ac mai există eticheta de preparat genital a lui Stefan Bleszynski ("GS-15149-SB, Bleszynski, 1959"). | Muzeul Național de Istorie Naturală „Grigore Antipa”, București | Cimec    |
|      | Evergestis hoenei f. ferruginea Caradja, 1939                   | Descoperit: Batang, în valea fluviului Yangtze, China Dimensiuni: AA= 27 mm                              | Holotip; lipsă aripa posterioară stângă! la ac mai există eticheta de determinare a lui Caradja cu mențiunea "Typen". | Muzeul Național de Istorie Naturală „Grigore Antipa”, București | Cimec    |
|      | Gillmeria uralskinensis Gibeaux, 1995                           | Descoperit: Uralsk, Kazahstan Dimensiuni: AA= 19 mm                                                      | Allotip; la ac mai există o etichetă de culoare roșie cu mențiunea "Allotype", o etichetă cu mențiunea "România, Muzeul Ist. Nat. "Gr. Antipa"", o etichetă de determinare cu mențiunea "Stenoptilia bipunctidactyla var.?", eticheta de determinare a lui Christian Gibeaux cu mențiunea "Gillmeria uralskinensis n. sp., Chr. Gibeaux det." și eticheta de preparat genital a lui Christian Gibeaux (Chr. Gibeaux dét., prép. génit. no. 4744, ♀). | Muzeul Național de Istorie Naturală „Grigore Antipa”, București | Cimec    |
|      | Galactica caradjae Walsingham, 1911                             | Descoperit: Biskra, Algeria Dimensiuni: AA= 13 mm                                                        | Paratip; lipsă abdomen; la ac mai există o etichetă cu numărul 860, o etichetă cu numărul 100, o etichetă cu mențiunea "caradjae" și o etichetă de determinare cu mențiunea "Galactica caradjae Wlsm.". | Muzeul Național de Istorie Naturală „Grigore Antipa”, București | Cimec    |
|      | Galactica caradjae Walsingham, 1911                             | Descoperit: Biskra, Algeria Dimensiuni: AA= 15 mm                                                        | Paratip; la ac mai există o etichetă de culoare roșie cu mențiunea "Paratypus", o etichetă cu numărul 60, o etichetă cu numărul 859, eticheta de proveniență din colecția Walsingham (3984, Wlsm. 1903), eticheta de determinare a lui Walsingham cu mențiunea "Paratype, 1/1" și o etichetă cu mențiunea Vfl. r4 + r5 sel..." (?). | Muzeul Național de Istorie Naturală „Grigore Antipa”, București | Cimec    |
|      | Depressaria uhrikella var. ottomana Caradja                     | Descoperit: jud. CLUJ, com. MUNICIPIUL CLUJ-NAPOCA, CLUJ-NAPOCA Dimensiuni: AA= 25 mm                    | Holotip; la ac mai există eticheta de preparat genital a lui Hannemann (Genit. Unters. Nr. 5102, Zool. Mus. Berlin). | Muzeul Național de Istorie Naturală „Grigore Antipa”, București | Cimec    |
|      | Coleophora alecturella Baldizzone, 1989                         | Descoperit: Batang, în valea fluviului Yangtze, China Dimensiuni: AA= 12 mm                              | Holotip; la ac mai există eticheta de preparat genital a lui Giorgio Baldizzone (Bldz PG no. 8913) și o etichetă de culoare roșie cu mențiunea "Holotypus, Coleophora alecturella, Baldizzone, 1988". | Muzeul Național de Istorie Naturală „Grigore Antipa”, București | Cimec    |
|      | Coleophora denticulata Baldizzone, 1989                         | Descoperit: Batang, în valea fluviului Yangtze, China Dimensiuni: AA= 13 mm                              | Holotip; la ac mai există eticheta de preparat genital a lui Giorgio Baldizzone (Bldz PG no. 8910) și o etichetă de culoare roșie cu mențiunea "Holotypus, Coleophora denticulata, Baldizzone, 1988". | Muzeul Național de Istorie Naturală „Grigore Antipa”, București | Cimec    |
|      | Coleophora pandionella Baldizzone, 1988                         | Descoperit: Kasakewitsch, Rusia Dimensiuni: AA= 15 mm                                                    | Holotip; la ac mai există eticheta de proveniență din colecția Walsingham (5551, Wlsm. coll.), eticheta de preparat genital a lui Giorgio Baldizzone (Bldz PG no. 8061) și o etichetă de culoare roșie cu mențiunea "Holotypus, Coleophora pandionella, Baldizzone, 1986". | Muzeul Național de Istorie Naturală „Grigore Antipa”, București | Cimec    |
|      | Coleophora charadriella Baldizzone, 1988                        | Descoperit: Uralsk, Kazahstan Dimensiuni: AA= 14 mm                                                      | Holotip; la ac mai există eticheta de preparat genital a lui Giorgio Baldizzone (Bldz PG no. 8057) și o etichetă de culoare roșie cu mențiunea "Holotypus, Coleophora charadriella, Baldizzone, 1986". | Muzeul Național de Istorie Naturală „Grigore Antipa”, București | Cimec    |
|      | Coleophora numeniella Baldizzone, 1988                          | Descoperit: Uralsk, Kazahstan Dimensiuni: AA= 13 mm                                                      | Holotip; la ac mai există eticheta de preparat genital a lui Giorgio Baldizzone (Bldz PG no. 8072) și o etichetă de culoare roșie cu mențiunea "Holotypus, Coleophora numeniella, Baldizzone, 1986". | Muzeul Național de Istorie Naturală „Grigore Antipa”, București | Cimec    |
|      | Coleophora tringella Baldizzone, 1988                           | Descoperit: Uralsk, Kazahstan Dimensiuni: AA= 14 mm                                                      | Holotip; la ac mai există eticheta de preparat genital a lui Giorgio Baldizzone (Bldz PG no. 8064) și o etichetă de culoare roșie cu mențiunea "Holotypus, Coleophora tringella, Baldizzone, 1986". | Muzeul Național de Istorie Naturală „Grigore Antipa”, București | Cimec    |
|      | Coleophora tringella Baldizzone, 1988                           | Descoperit: Uralsk, Kazahstan Dimensiuni: AA= 14 mm                                                      | Paratip; la ac mai există eticheta de preparat genital a lui Giorgio Baldizzone (Bldz PG no. 8052) și o etichetă de culoare roșie cu mențiunea "Paratypus, Coleophora tringella, Baldizzone, 1986". | Muzeul Național de Istorie Naturală „Grigore Antipa”, București | Cimec    |
|      | Enarmoniodes furcula Kuznetsov, 1973                            | Descoperit: Taihorin, Taiwan Dimensiuni: AA= 14 mm                                                       | Holotip; la ac mai există o etichetă cu mențiunea "Argyroploce sp. bei trophiodes", eticheta de preparat genital a lui Kuznetsov (mikr. prep. no. 12039, Holotypus; pe verso are scris "Enarmonodes furcula Kuzn., Formosa") și o etichetă de culoare roșie cu mențiunea "Holotypus, Enarmonodes furcula Kuzn.". | Muzeul Național de Istorie Naturală „Grigore Antipa”, București | Cimec    |
|      | Galactica walsinghami Caradja, 1920                             | Descoperit: Indersky'sche Salzsee, Kazahstan Dimensiuni: AA= 14 mm                                       | Lectotip; lipsă abdomenul și aripa anterioară stângă; la ac mai există o etichetă cu numărul 862, o etichetă de culoare roșie cu mențiunea "Lectotypus" și eticheta de determinare a lui Caradja. | Muzeul Național de Istorie Naturală „Grigore Antipa”, București | Cimec    |
|      | Galactica walsinghami Caradja, 1920                             | Descoperit: Uralsk, Kazahstan Dimensiuni: AA= 16 mm                                                      | Paratip; lipsă abdomenul și aripa anterioară dreaptă; la ac mai există o etichetă cu numărul 863 și o etichetă de culoare roșie cu mențiunea "Paratypus". | Muzeul Național de Istorie Naturală „Grigore Antipa”, București | Cimec    |
|      | Galactica walsinghami var. pluripunctella Caradja, 1920         | Descoperit: Kalmykow, Rusia Dimensiuni: AA= 15 mm                                                        | Paratip; lipsă abdomenul și aripa anterioară dreaptă; la ac mai există o etichetă cu numărul 861, o etichetă de culoare roșie cu mențiunea "Type" și o etichetă scrisă de mână cu creionul, cu mențiunea "v. plurisignella (sic !) Car., Dr. no. 350 !". | Muzeul Național de Istorie Naturală „Grigore Antipa”, București | Cimec    |
|      | Melissoblaptes bipunctanus decolor Caradja, 1910                | Descoperit: Munții Karagaitau, Kirghizstan Dimensiuni: AA= 24 mm                                         | Paralectotip. | Muzeul Național de Istorie Naturală „Grigore Antipa”, București | Cimec    |
|      | Melissoblaptes bipunctanus decolor Caradja, 1910                | Descoperit: Munții Karagaitau, Kirghizstan Dimensiuni: AA= 36 mm                                         | Paralectotip; aripile posterioare deteriorate. | Muzeul Național de Istorie Naturală „Grigore Antipa”, București | Cimec    |
|      | Lamoria fumidea Whalley, 1964                                   | Descoperit: Lungtan pe Nanking, China Dimensiuni: AA= 41 mm                                              | Allotip; aripa anterioară stângă are vârful rupt. La ac mai există o etichetă rotundă cu contur galben și mențiunea "Paratype", o etichetă de colectare scrisă pe calc, o etichetă de preparat genital cu mențiunea "Pyralidae, Brit. Mus., Slide No. 9021, ♀" și două (!) etichete de determinare identice a lui P. E. S. Whalley cu mențiunea "Lamoria fumidea Whalley, det. P. E. S. Whalley, 1963, Paratype". | Muzeul Național de Istorie Naturală „Grigore Antipa”, București | Cimec    |
|      | Lamoria fumidea Whalley, 1964                                   | Descoperit: Nanking, China Dimensiuni: AA= 31 mm                                                         | Paratip; aripa anterioară stângă are vârful rupt! La ac mai există o etichetă rotundă cu contur galben și mențiunea "Paratype". | Muzeul Național de Istorie Naturală „Grigore Antipa”, București | Cimec    |
|      | Oxyptilus anatolicus Caradja, 1930                              | Descoperit: Ak-Chehir, Turcia Dimensiuni: AA= 18 mm                                                      | Lectotip; la ac mai există eticheta de preparat genital a lui Ernst Arenberger cu mențiunea "GU 1029, Procaperia anatolica Car., Det. Arenberger". | Muzeul Național de Istorie Naturală „Grigore Antipa”, București | Cimec    |
|      | Oxyptilus anatolicus Caradja, 1930                              | Descoperit: Ak-Chehir, Turcia Dimensiuni: AA= 16 mm                                                      | Allolectotip; la ac mai există eticheta de proveniență din colecția Walsingham (4115, Wlsm. 1903), o etichetă de determinare cu mențiunea "Oxyptilus sp. (nearest laetus Z.), Named by" (?) și o etichetă de preparat genital cu mențiunea "Mus. Vind. Gen. Präp. 9875 ♀". | Muzeul Național de Istorie Naturală „Grigore Antipa”, București | Cimec    |
|      | Platyptilia gonodactyla var. albidior Caradja, 1920             | Descoperit: Ak-Chehir, Turcia Dimensiuni: AA= 21 mm                                                      | Paralectotip. | Muzeul Național de Istorie Naturală „Grigore Antipa”, București | Cimec    |
|      | Stenoptilia saxifragae Fletcher, 1940                           | Descoperit: Harold’s Cross, Irlanda Dimensiuni: AA= 17 mm                                                | Paratip; aripa anterioară stângă ruptă! La ac mai există o etichetă de colectare și eticheta de determinare a lui Fletcher cu mențiunea "Stenoptilia saxifragae Fletcher, Cotype". | Muzeul Național de Istorie Naturală „Grigore Antipa”, București | Cimec    |
|      | Trichoptilus eochrodes Meyrick, 1935                            | Descoperit: Hoeng-Shan, China Dimensiuni: AA= 9 mm                                                       | Lectotip; la ac mai există eticheta de determinare a lui Caradja cu mențiunea "Type" și eticheta de determinare a lui Louis Bigot cu mențiunea "Trichoptilus eochrodes Meyr., Bigot, det. 1969". | Muzeul Național de Istorie Naturală „Grigore Antipa”, București | Cimec    |
|      | Trichoptilus eochrodes Meyrick, 1935                            | Descoperit: Nanking, China Dimensiuni: AA= 12 mm                                                         | Allolectotip; la ac mai există o etichetă cu mențiunea "lama 23, Bigot" și eticheta de determinare a lui Louis Bigot cu mențiunea "Trichoptilus eochrodes Meyr., Bigot, det. 1969". | Muzeul Național de Istorie Naturală „Grigore Antipa”, București | Cimec    |
|      | Trichoptilus eochrodes Meyrick, 1935                            | Descoperit: Shanghai, China Dimensiuni: AA= 10 mm                                                        | Paralectotip; la ac mai există o etichetă cu mențiunea "euchrodes 435" și eticheta de determinare a lui Louis Bigot cu mențiunea "Trichoptilus eochrodes Meyr., Bigot, det. 1969". | Muzeul Național de Istorie Naturală „Grigore Antipa”, București | Cimec    |
|      | Marasmarcha colossa Caradja, 1920                               | Descoperit: Turkmenistan Dimensiuni: AA= 30 mm                                                           | Lectotip; la ac mai există eticheta de preparat genital a lui Ernst Arenberger cu mențiunea "GU 1135, Marasmarcha colossa Car., Det. Arenberger". | Muzeul Național de Istorie Naturală „Grigore Antipa”, București | Cimec    |
|      | Marasmarcha colossa Caradja, 1920                               | Descoperit: Turkmenistan Dimensiuni: AA= 28 mm                                                           | Allolectotip; la ac mai există eticheta de preparat genital a lui Ernst Arenberger cu mențiunea "GU 1136, Marasmarcha colossa Car., Det. Arenberger". | Muzeul Național de Istorie Naturală „Grigore Antipa”, București | Cimec    |
|      | Alucita niveodactyla Pagenstecher, 1900                         | Descoperit: Insulele Solomon Dimensiuni: AA= 16 mm                                                       | Holotip; la ac mai există eticheta de determinare a lui Pagenstecher cu mențiunea "Type" (scrisă cu roșu !) și o a doua etichetă de determinare. | Muzeul Național de Istorie Naturală „Grigore Antipa”, București | Cimec    |
|      | Propercarina pietschmanni (Paucă, 1929)                         | Descoperit: jud. ARGEȘ, SUSLĂNEȘTI, Punct fosilifer Suslănești Dimensiuni: Lățime: 2,2 cm                | Exemplar incomplet; dorsala II: I+27 radii; anala: II+40 radii. | Muzeul Național de Istorie Naturală „Grigore Antipa”, București | Cimec    |
|      | Laodamia semirubella f. subicterella (Caradja, 1936)            | Descoperit: Kwanhsien, China Dimensiuni: AA= 18 mm                                                       | Paralectotip; la ac mai există o etichetă cu numărul 19 și eticheta de determinare a lui Caradja la care se află trecută și localitatea de colectare („Kwan.”). | Muzeul Național de Istorie Naturală „Grigore Antipa”, București | Cimec    |
|      | Laodamia semirubella f. subicterella (Caradja, 1936)            | Descoperit: Kwanhsien, China Dimensiuni: AA= 24 mm                                                       | Paralectotip; la ac mai există o etichetă cu numărul 1 și o etichetă de culoare roșie cu mențiunea „Paratypus, Laodamia sanguinella subicterella Car., E.(ugen) M.(unroe) ver. 1964”. | Muzeul Național de Istorie Naturală „Grigore Antipa”, București | Cimec    |
|      | Laodamia cupronigrella (Caradja, 1925)                          | Descoperit: Canton, China Dimensiuni: AA= 25 mm                                                          | Holotip; aripa anterioară stângă ruptă, aripa posterioară stângă lipsă (!). La ac mai există eticheta de determinare a lui Caradja cu mențiunea „Typen”, o etichetă de determinare cu mențiunea „Phycitodes cupronigrella (Car.)”, eticheta de preparat genital a lui Ulrich Roesler („U. Roesler, GU 6435”), o etichetă de culoare roșie cu mențiunea „Holotypus, Laodamia cupronigrella Car., E.(ugen) M.(unroe) ver. 1964” și o etichetă de culoare portocalie cu mențiunea „Gemalt von Dr. F. Gregor für Micr. Pal.” („Pictat de dr. F. Gregor pentru Microlepidoptera Palaearctica”).                                                                                 | Muzeul Național de Istorie Naturală „Grigore Antipa”, București | Cimec    |
|      | Laodamia sinicolella (Caradja, 1926)                            | Descoperit: Shanghai, China Dimensiuni: AA= 17 mm                                                        | Holotip; la ac mai există eticheta de determinare a lui Caradja cu mențiunea „Type”, eticheta de preparat genital a lui Ulrich Roesler („U. Roesler, GU 6440”) și o etichetă de culoare roșie cu mențiunea „Holotypus, Laodamia sinicolella Car.”. | Muzeul Național de Istorie Naturală „Grigore Antipa”, București | Cimec    |
|      | Laodamia submundellalis (Caradja, 1927)                         | Descoperit: Peking, dealurile din vest, China Dimensiuni: AA= 27 mm                                      | Lectotip; la ac mai există o etichetă cu numărul 67, eticheta de preparat genital a lui Ulrich Roesler („U. Roesler, GU 6432”), eticheta de determinare a lui Ulrich Roesler („Dioryctria submundellalis Car. (!), det. U. Roesler”), o etichetă de culoare mov cu mențiunea „Laodamia submundellalis Caradja, U. Roesler / Lectotype” și o etichetă de culoare roșie cu mențiunea „Paratypus, Laodamia submundellus Car., E.(ugen) M.(unroe) ver. 1964”. | Muzeul Național de Istorie Naturală „Grigore Antipa”, București | Cimec    |
|      | Laodamia franki (Caradja, 1931)                                 | Descoperit: Kwanhsien, China Dimensiuni: AA= 17 mm                                                       | Holotip; la ac mai există o etichetă cu numărul 5, eticheta de determinare a lui Caradja cu mențiunea „Type”, o etichetă cu mențiunea „Laodamia sp. nov., W. H. T. Tams det.”, eticheta de preparat genital a lui Ulrich Roesler („U. Roesler, GU 6437”) și o etichetă de culoare roșie cu mențiunea „Holotypus, Laodamia franki Car., E.(ugen) M.(unroe) ver. 1964”. | Muzeul Național de Istorie Naturală „Grigore Antipa”, București | Cimec    |
|      | Nephopterix monotonella (Caradja, 1927)                         | Descoperit: Tatsienlu, China Dimensiuni: AA= 20 mm                                                       | Lectotip; la ac mai există o etichetă cu numărul 201, eticheta de determinare a lui Caradja cu mențiunea „Type”, o etichetă cu mențiunea „Nephopteryx (sic !) sp. nov., W. H. T. Tams det.”, eticheta de preparat genital a lui Ulrich Roesler („U. Roesler, GU 6438”) și o etichetă de culoare roșie cu mențiunea „Paratypus, Nephopterix monotonella Car., E.(ugen) M.(unroe) ver. 1964”. | Muzeul Național de Istorie Naturală „Grigore Antipa”, București | Cimec    |
|      | Nephopterix (Clasperopsis) shantungella (Roesler, 1969)         | Descoperit: Tai-shan, China Dimensiuni: AA= 20 mm                                                        | Paratip; la ac mai există o etichetă de determinare cu mențiunea „Salebria (Near.) corticinella”, eticheta de preparat genital a lui Ulrich Roesler („U. Roesler, GU 5867”) și o etichetă de culoare roșie cu mențiunea „Nephopterix shantungella Roesler, Paratypoid”. | Muzeul Național de Istorie Naturală „Grigore Antipa”, București | Cimec    |
|      | Nephopterix cometella (Caradja, 1935)                           | Descoperit: West-Tien-Mu-Shan, China Dimensiuni: AA= 23 mm                                               | Lectotip; eticheta de colectare a fost rescrisă (!). La ac mai există etichetele originale cu datele de colectare, eticheta de determinare a lui Caradja cu mențiunea „Typen”, eticheta de preparat genital a lui Ulrich Roesler („U. Roesler, GU 5846”) și o etichetă de culoare roșie cu mențiunea „Lectotypus, Nephopteryx cometella Rag. (?), E.(ugen) M.(unroe) leg. 1964”. | Muzeul Național de Istorie Naturală „Grigore Antipa”, București | Cimec    |
|      | Nephopterix cometella (Caradja, 1935)                           | Descoperit: West-Tien-Mu-Shan, China Dimensiuni: AA= 26 mm                                               | Paralectotip; eticheta de colectare a fost rescrisă (!). La ac mai există etichetele originale cu datele de colectare, o etichetă cu mențiunea „Type” și eticheta de determinare a lui Caradja („Ceroprepes cometella Car.”). | Muzeul Național de Istorie Naturală „Grigore Antipa”, București | Cimec    |
|      | Pristophora discomaculella var. desertella (Caradja, 1910)      | Descoperit: Biskra, Algeria Dimensiuni: AA= 18 mm                                                        | Lectotip; la ac mai există eticheta de preparat genital a lui Ulrich Roesler („U. Roesler, GU 5125”). | Muzeul Național de Istorie Naturală „Grigore Antipa”, București | Cimec    |
|      | Oligochroa tristella (Caradja, 1939)                            | Descoperit: Mien-shan, Obere Höhe, China Dimensiuni: AA= 29 mm                                           | Lectotip; la ac mai există eticheta de determinare a lui Caradja cu mențiunea „Typen”, eticheta de preparat genital a lui Ulrich Roesler („U. Roesler, GU 5851”) și o etichetă de culoare roșie cu mențiunea „Lectotypus, Oligochroa tristella Car., E.(ugen) M.(unroe) leg. 1964”. | Muzeul Național de Istorie Naturală „Grigore Antipa”, București | Cimec    |
|      | Dentinodia obscurella (Caradja, 1937)                           | Descoperit: Li-kiang, China Dimensiuni: AA= 24 mm                                                        | Holotip; la ac mai există eticheta de determinare a lui Caradja cu mențiunea „Type”, eticheta de preparat genital a lui Ulrich Roesler („U. Roesler, GU 5860”) și o etichetă de culoare roșie cu mențiunea „Holotypus, Dentinodia obscurella Car., E.(ugen) M.(unroe) ver. 1964”. | Muzeul Național de Istorie Naturală „Grigore Antipa”, București | Cimec    |
|      | Cnephidia sinensis (Caradja, 1927)                              | Descoperit: Peking, dealurile din vest, China Dimensiuni: AA= 28 mm                                      | Lectotip; aripile posterioare deteriorate (!). La ac mai există o etichetă de determinare cu mențiunea „Cnephidia sp. nov., W. H. T. Tams det.”, eticheta de determinare a lui Caradja cu mențiunea „Typen”, eticheta de determinare a lui Ulrich Roesler („Nephopterix (Clasperopsis) sinensis Car., det. U. Roesler”), eticheta de preparat genital a lui Ulrich Roesler („U. Roesler, GU 6161”) și o etichetă de culoare roșie cu mențiunea „Lectotypus, Cnephidia sinensis Car., E.(ugen) M.(unroe) leg. 1964”. | Muzeul Național de Istorie Naturală „Grigore Antipa”, București | Cimec    |
|      | Cnephidia sinensis (Caradja, 1927)                              | Descoperit: Kwanhsien, China Dimensiuni: AA= 24 mm                                                       | Allolectotip; la ac mai există o etichetă cu numărul 207 și eticheta de determinare a lui Ulrich Roesler („Nephopterix (Clasperopsis) sinensis Car., det. U. Roesler”). | Muzeul Național de Istorie Naturală „Grigore Antipa”, București | Cimec    |
|      | Cnephidia sinensis (Caradja, 1927)                              | Descoperit: Kwanhsien, China Dimensiuni: AA= 25 mm                                                       | Paralectotip; eticheta de colectare a fost rescrisă (!). La ac mai există eticheta de determinare a lui Ulrich Roesler („Nephopterix (Clasperopsis) sinensis Car., det. U. Roesler”) și eticheta de preparat genital a lui Ulrich Roesler („U. Roesler, GU 6162”). | Muzeul Național de Istorie Naturală „Grigore Antipa”, București | Cimec    |
|      | Hoeneia sinensis Caradja, 1938                                  | Descoperit: A-Tun-tse, Obere Höhe, China Dimensiuni: AA= 22 mm                                           | Lectotip; la ac mai există eticheta de preparat genital a lui Ulrich Roesler („U. Roesler, GU 5841”) și o etichetă de culoare roșie cu mențiunea „Lectotypus, Hoenia sinensis Car., E.(ugen) M.(unroe) leg. 1964”. | Muzeul Național de Istorie Naturală „Grigore Antipa”, București | Cimec    |
|      | Hoeneia sinensis Caradja, 1938                                  | Descoperit: A-Tun-tse, China Dimensiuni: AA= 20 mm                                                       | Paralectotip. | Muzeul Național de Istorie Naturală „Grigore Antipa”, București | Cimec    |
|      | Hoeneia sinensis Caradja, 1938                                  | Descoperit: A-Tun-tse, Talsohle, China Dimensiuni: AA= 20 mm                                             | Paralectotip. | Muzeul Național de Istorie Naturală „Grigore Antipa”, București | Cimec    |
|      | Oxybia transversella f. panormitanella (Caradja, 1928)          | Descoperit: San Stefano, Italia Dimensiuni: AA= 23 mm                                                    | Lectotip; la ac mai există eticheta de determinare a lui Caradja cu mențiunea „Typen”, eticheta de preparat genital a lui Ulrich Roesler („U. Roesler, GU 6885”) și o etichetă de culoare roșie cu mențiunea „Hololectotypus, Oxybia transversella f. panormitanella Car., Des. Popescu-Gorj”. | Muzeul Național de Istorie Naturală „Grigore Antipa”, București | Cimec    |
|      | Oxybia transversella f. panormitanella (Caradja, 1928)          | Descoperit: Camporeale, Monte Pietroso, Italia Dimensiuni: AA= 22 mm                                     | Paralectotip; la ac mai există o etichetă de determinare (pe verso are mențiunea „cut 9, D 6”). | Muzeul Național de Istorie Naturală „Grigore Antipa”, București | Cimec    |
|      | Etiella yangtseella (Caradja, 1939)                             | Descoperit: Batang, în valea fluviului Yangtze, China Dimensiuni: AA= 20 mm                              | Lectotip; la ac mai există eticheta de determinare a lui Caradja cu mențiunea „Typen”, eticheta de preparat genital a lui Ulrich Roesler („U. Roesler, GU 6166”) și o etichetă de culoare roșie cu mențiunea „Lectotypus, Etiella yangtseella Car., E.(ugen) M.(unroe) leg. 1964”. | Muzeul Național de Istorie Naturală „Grigore Antipa”, București | Cimec    |
|      | Etiella yangtseella (Caradja, 1939)                             | Descoperit: Batang, în valea fluviului Yangtze, China Dimensiuni: AA= 18 mm                              | Paralectotip. | Muzeul Național de Istorie Naturală „Grigore Antipa”, București | Cimec    |
|      | Etiella yangtseella (Caradja, 1939)                             | Descoperit: Batang, în valea fluviului Yangtze, China Dimensiuni: AA= 19 mm                              | Paralectotip; la ac mai există eticheta de determinare a lui Ulrich Roesler („Asclerobia yangtseella Car., det. U. Roesler”). | Muzeul Național de Istorie Naturală „Grigore Antipa”, București | Cimec    |
|      | Dioryctria schutzeella (Fuchs, 1899)                            | Descoperit: Rachlau, Germania Dimensiuni: AA= 23 mm                                                      | Paratip. | Muzeul Național de Istorie Naturală „Grigore Antipa”, București | Cimec    |
|      | Dioryctria teneriffella (Caradja, 1916)                         | Descoperit: Teneriffe, Spania Dimensiuni: AA= 37 mm                                                      | Holotip; la ac mai există eticheta de preparat genital a lui Ulrich Roesler („U. Roesler, GU 5132”). | Muzeul Național de Istorie Naturală „Grigore Antipa”, București | Cimec    |
|      | Dioryctria yuennanella (Caradja, 1937)                          | Descoperit: Li-kiang, China Dimensiuni: AA= 33 mm                                                        | Lectotip; la ac mai există eticheta de preparat genital a lui Ulrich Roesler („U. Roesler, GU 5849”). | Muzeul Național de Istorie Naturală „Grigore Antipa”, București | Cimec    |
|      | Dioryctria yuennanella (Caradja, 1937)                          | Descoperit: Li-kiang, China Dimensiuni: AA= 34 mm                                                        | Allolectotip; la ac mai există eticheta de preparat genital a lui Ulrich Roesler („U. Roesler, GU 5850”). | Muzeul Național de Istorie Naturală „Grigore Antipa”, București | Cimec    |
|      | Dioryctria yuennanella (Caradja, 1937)                          | Descoperit: Li-kiang, China Dimensiuni: AA= 32 mm                                                        | Paralectotip. | Muzeul Național de Istorie Naturală „Grigore Antipa”, București | Cimec    |
|      | Gymnancyla sfakesella (Chrétien, 1911)                          | Descoperit: Gafsa, Tunisia Dimensiuni: AA= 17 mm                                                         | Paralectotip; eticheta de colectare a fost rescrisă (!). La ac mai există o etichetă cu mențiunea „atripl. palim. 24.9.09” (?), o etichetă de determinare și eticheta de preparat genital a lui Ulrich Roesler („U. Roesler, GU 4511”). | Muzeul Național de Istorie Naturală „Grigore Antipa”, București | Cimec    |
|      | Phycita luxorella (Caradja, 1916)                               | Descoperit: Luxor, Egipt Dimensiuni: AA= 25 mm                                                           | Holotip; la ac mai există o etichetă cu mențiunea „Luxor” și eticheta de preparat genital a lui Ulrich Roesler („U. Roesler, GU 5136”). | Muzeul Național de Istorie Naturală „Grigore Antipa”, București | Cimec    |
|      | Piesmopoda violella (Pagenstecher, 1900)                        | Descoperit: Kinigunang, Papua-Noua Guinee Dimensiuni: AA= 19 mm                                          | Paratip; la ac mai există eticheta de preparat genital a lui Ulrich Roesler („U. Roesler, GU 5138”). | Muzeul Național de Istorie Naturală „Grigore Antipa”, București | Cimec    |
|      | Acrobasis obtusella var. ottomana Caradja, 1916                 | Descoperit: Konia, Turcia Dimensiuni: AA= 21 mm                                                          | Lectotip; la ac mai există eticheta de preparat genital a lui Ulrich Roesler („U. Roesler, GU 5141”). | Muzeul Național de Istorie Naturală „Grigore Antipa”, București | Cimec    |
|      | Acrobasis obtusella var. ottomana Caradja, 1916                 | Descoperit: Hadjin, Turcia Dimensiuni: AA= 20 mm                                                         | Allolectotip. | Muzeul Național de Istorie Naturală „Grigore Antipa”, București | Cimec    |
|      | Acrobasis obtusella var. ottomana Caradja, 1916                 | Descoperit: Ierusalim, Israel Dimensiuni: AA= 19 mm                                                      | Paralectotip; la ac mai există eticheta de preparat genital a lui Ulrich Roesler („U. Roesler, GU 5142”). | Muzeul Național de Istorie Naturală „Grigore Antipa”, București | Cimec    |
|      | Epischnia juldusella (Caradja, 1916)                            | Descoperit: Juldus, Munții Tian-Shan, China Dimensiuni: AA= 38 mm                                        | Paralectotip; la ac mai există o etichetă cu numărul 382. | Muzeul Național de Istorie Naturală „Grigore Antipa”, București | Cimec    |
|      | Anoristia granulella (Zerny, 1914)                              | Descoperit: Lob-Noor, Turkmenistan Dimensiuni: AA= 26 mm                                                 | Metatip; la ac mai există o etichetă cu mențiunea "Type" și eticheta de preparat genital a lui Ulrich Roesler ("U. Roesler, GU 5108"). | Muzeul Național de Istorie Naturală „Grigore Antipa”, București | Cimec    |
|      | Selagia uralensis (Rebel, 1910)                                 | Descoperit: Sejmonowsk, Munții Ural, Rusia Dimensiuni: AA= 25 mm                                         | Metatip; la ac mai există eticheta de preparat genital a lui Ulrich Roesler ("U. Roesler, GU 4951"). | Muzeul Național de Istorie Naturală „Grigore Antipa”, București | Cimec    |
|      | Selagia uralensis (Rebel, 1910)                                 | Descoperit: Sejmonowsk, Munții Ural, Rusia Dimensiuni: AA= 28 mm                                         | Topotip. | Muzeul Național de Istorie Naturală „Grigore Antipa”, București | Cimec    |
|      | Selagia argyrella nigrella (Caradja, 1937)                      | Descoperit: Jekundo, China Dimensiuni: AA= 30 mm                                                         | Paralectotip. | Muzeul Național de Istorie Naturală „Grigore Antipa”, București | Cimec    |
|      | Christophia semirosella (Chrétien, 1910)                        | Descoperit: Gafsa, Tunisia Dimensiuni: AA= 18 mm                                                         | Paralectotip; la ac mai există o etichetă cu numărul 56 și eticheta de preparat genital a lui Ulrich Roesler ("U. Roesler, GU 4954"). | Muzeul Național de Istorie Naturală „Grigore Antipa”, București | Cimec    |
|      | Christophia aksuella (Caradja, 1916)                            | Descoperit: Aksu, China Dimensiuni: AA= 23 mm                                                            | Lectotip; la ac mai există eticheta de preparat genital a lui Ulrich Roesler ("U. Roesler, GU 5105"). | Muzeul Național de Istorie Naturală „Grigore Antipa”, București | Cimec    |
|      | Christophia aksuella (Caradja, 1916)                            | Descoperit: Aksu, China Dimensiuni: AA= 25 mm                                                            | Paralectotip; la ac mai există o etichetă cu mențiunea "sp." și o etichetă cu mențiunea "mir unbekannt" (sic !). | Muzeul Național de Istorie Naturală „Grigore Antipa”, București | Cimec    |
|      | Tephris verruculella var. alimarella (Chrétien)                 | Descoperit: Biskra, Algeria Dimensiuni: AA= 21 mm                                                        | Paralectotip; la ac mai există o etichetă cu numărul 71 și eticheta de preparat genital a lui Ulrich Roesler ("U. Roesler, GU 5100"). | Muzeul Național de Istorie Naturală „Grigore Antipa”, București | Cimec    |
|      | Alophia combustella ab. incinerella (Caradja, 1910)             | Descoperit: Amasia, Turcia Dimensiuni: AA= 23 mm                                                         | Lectotip; la ac mai există eticheta de preparat genital a lui Ulrich Roesler ("U. Roesler, GU 5104"). | Muzeul Național de Istorie Naturală „Grigore Antipa”, București | Cimec    |
|      | Salebria jucundella (Chrétien, 1910)                            | Descoperit: Biskra, Algeria Dimensiuni: AA= 18 mm                                                        | Paralectotip; la ac mai există eticheta de preparat genital a lui Ulrich Roesler ("U. Roesler, GU 5117"). | Muzeul Național de Istorie Naturală „Grigore Antipa”, București | Cimec    |
|      | Salebria rosella (Zerny, 1914)                                  | Descoperit: Lob-Noor, Turkmenistan Dimensiuni: AA= 26 mm                                                 | Topotip. | Muzeul Național de Istorie Naturală „Grigore Antipa”, București | Cimec    |
|      | Salebria laetella (Zerny, 1914)                                 | Descoperit: Lob-Noor, Turkmenistan Dimensiuni: AA= 26 mm                                                 | Topotip. | Muzeul Național de Istorie Naturală „Grigore Antipa”, București | Cimec    |
|      | Salebria venustella var. hilarella (Caradja, 1916)              | Descoperit: Ulias-satai, Rusia Dimensiuni: AA= 23 mm                                                     | Lectotip; la ac mai există o etichetă cu mențiunea "scheint mir jez etwas verschieden aber nahe lebhafter gefarbt" („mi se pare acum un pic diferită, dar aproape viu colorată”) și eticheta de preparat genital a lui Ulrich Roesler ("U. Roesler, GU 5115"). | Muzeul Național de Istorie Naturală „Grigore Antipa”, București | Cimec    |
|      | Salebria venustella var. hilarella (Caradja, 1916)              | Descoperit: Ulias-satai, Rusia Dimensiuni: AA= 24 mm                                                     | Allolectotip; la ac mai există eticheta de preparat genital a lui Ulrich Roesler ("U. Roesler, GU 5116"). | Muzeul Național de Istorie Naturală „Grigore Antipa”, București | Cimec    |
|      | Salebria brephiella var. farinosella (Caradja, 1910)            | Descoperit: Biskra, Algeria Dimensiuni: AA= 18 mm                                                        | Lectotip; la ac mai există eticheta de preparat genital a lui Ulrich Roesler ("U. Roesler, GU 5113"). | Muzeul Național de Istorie Naturală „Grigore Antipa”, București | Cimec    |
|      | Salebria brephiella var. farinosella (Caradja, 1910)            | Descoperit: Biskra, Algeria Dimensiuni: AA= 15 mm                                                        | Paralectotip; la ac mai există eticheta de preparat genital a lui Ulrich Roesler ("U. Roesler, GU 5114"). | Muzeul Național de Istorie Naturală „Grigore Antipa”, București | Cimec    |
|      | Salebria brephiella var. farinosella (Caradja, 1910)            | Descoperit: Biskra, Algeria Dimensiuni: AA= 17 mm                                                        | Paralectotip. | Muzeul Național de Istorie Naturală „Grigore Antipa”, București | Cimec    |
|      | Salebria deformella var. aeratella (Caradja, 1910)              | Descoperit: Uralsk, Kazahstan Dimensiuni: AA= 26 mm                                                      | Lectotip; la ac mai există eticheta de preparat genital a lui Ulrich Roesler ("U. Roesler, GU 5120"). | Muzeul Național de Istorie Naturală „Grigore Antipa”, București | Cimec    |
|      | Salebria deformella var. aeratella (Caradja, 1910)              | Descoperit: Uralsk, Kazahstan Dimensiuni: AA= 25 mm                                                      | Paralectotip. | Muzeul Național de Istorie Naturală „Grigore Antipa”, București | Cimec    |
|      | Salebria deformella var. aeratella (Caradja, 1910)              | Descoperit: Uralsk, Kazahstan Dimensiuni: AA= 27 mm                                                      | Paralectotip. | Muzeul Național de Istorie Naturală „Grigore Antipa”, București | Cimec    |
|      | Salebria cantonella (Caradja, 1925)                             | Descoperit: Canton, China Dimensiuni: AA= 19 mm                                                          | Lectotip; la ac mai există eticheta de determinare a lui Caradja cu mențiunea "Typen", eticheta de preparat genital a lui Ulrich Roesler ("U. Roesler, GU 6433") și o etichetă de culoare roșie cu mențiunea "Lectotypus, Salebria cantonella Car., E.(ugen) M.(unroe) leg. 1964". | Muzeul Național de Istorie Naturală „Grigore Antipa”, București | Cimec    |
|      | Salebria romanoffella f. sinensis (Caradja, 1936)               | Descoperit: Tai-shan, China Dimensiuni: AA= 18 mm                                                        | Allolectotip; la ac mai există o etichetă de determinare și eticheta de preparat genital a lui Ulrich Roesler ("U. Roesler, GU 5845"). | Muzeul Național de Istorie Naturală „Grigore Antipa”, București | Cimec    |
|      | Salebria yuennanella (Caradja, 1937)                            | Descoperit: Li-kiang, China Dimensiuni: AA= 20 mm                                                        | Lectotip; la ac mai există eticheta de determinare a lui Caradja cu mențiunea "Typen", eticheta de determinare a lui Ulrich Roesler cu mențiunea "Rhodophaea injunctella Car., det. U. Roesler", eticheta de preparat genital a lui Ulrich Roesler ("U. Roesler, GU 5863") și o etichetă de culoare roșie cu mențiunea "Lectotypus, Salebria yuennanella Car., E.(ugen) M.(unroe) leg. 1964". | Muzeul Național de Istorie Naturală „Grigore Antipa”, București | Cimec    |
|      | Salebria yuennanella (Caradja, 1937)                            | Descoperit: Li-kiang, China Dimensiuni: AA= 17 mm                                                        | Paralectotip; la ac mai există o etichetă de determinare. | Muzeul Național de Istorie Naturală „Grigore Antipa”, București | Cimec    |
|      | Salebria nephopterygella (Roesler)                              | Descoperit: West-Tien-Mu-Shan, China Dimensiuni: AA= 22 mm                                               | Allotip; la ac mai există eticheta de preparat genital a lui Ulrich Roesler ("U. Roesler, GU 6470") și o etichetă de culoare galbenă cu mențiunea "Salebria nephopterygella Roesler, U. Roesler / Paratypus". | Muzeul Național de Istorie Naturală „Grigore Antipa”, București | Cimec    |
|      | Salebria morosalopsidis (Roesler, 1975)                         | Descoperit: Tai-shan, China Dimensiuni: AA= 19 mm                                                        | Paratip; la ac mai există o etichetă de determinare cu mențiunea "Salebria morsalis" (sic !), eticheta de determinare a lui Caradja cu mențiunea "Salebria morosalis Saalm.", eticheta de preparat genital a lui Ulrich Roesler ("U. Roesler, GU 6464") și o etichetă de culoare galbenă cu mențiunea "Salebria morosalopsidis, U. Roesler / Paratypus". | Muzeul Național de Istorie Naturală „Grigore Antipa”, București | Cimec    |
|      | Salebria morosalopsidis (Roesler, 1975)                         | Descoperit: Tai-shan, China Dimensiuni: AA= 21 mm                                                        | Paratip; la ac mai există o etichetă de determinare cu mențiunea "Salebria morsalis" (sic !), eticheta de preparat genital a lui Ulrich Roesler ("U. Roesler, GU 6465") și o etichetă de culoare galbenă cu mențiunea "Salebria morosalopsidis, U. Roesler / Paratypus". | Muzeul Național de Istorie Naturală „Grigore Antipa”, București | Cimec    |
|      | Ancylosis bartelella (Caradja, 1910)                            | Descoperit: Uralsk, Kazahstan Dimensiuni: AA= 19 mm                                                      | Lectotip; la ac mai există o etichetă de determinare cu mențiunea „Ancylosis bartelella”, eticheta de preparat genital a lui Ulrich Roesler („U. Roesler, GU 4239”) și eticheta de determinare a lui Ulrich Roesler cu mențiunea „Ancylosis ephedrella HS, det. U. Roesler”. | Muzeul Național de Istorie Naturală „Grigore Antipa”, București | Cimec    |
|      | Ancylodes soederbomi (Caradja, 1934)                            | Descoperit: Mongolia Dimensiuni: AA= 15 mm                                                               | Lectotip; exemplar deteriorat (!). La ac mai există eticheta de determinare a lui Caradja cu mențiunea „Typen”, o etichetă cu mențiunea „Sven Hedins Exp. Ctr. Asien”, eticheta de preparat genital a lui Ulrich Roesler („U. Roesler, GU 4528”) și eticheta de determinare a lui Ulrich Roesler cu mențiunea „Heterographis soederboeni Car., det. U. Roesler”. | Muzeul Național de Istorie Naturală „Grigore Antipa”, București | Cimec    |
|      | Ancylodes soederbomi (Caradja, 1934)                            | Descoperit: Mongolia Dimensiuni: AA= 15 mm                                                               | Allolectotip; exemplar deteriorat (!). La ac mai există o etichetă cu mențiunea „Sven Hedins Exp. Ctr. Asien”, eticheta de preparat genital a lui Ulrich Roesler („U. Roesler, GU 6165”) și eticheta de determinare a lui Ulrich Roesler cu mențiunea „Ancylosis soederboeni Car., det. U. Roesler”. | Muzeul Național de Istorie Naturală „Grigore Antipa”, București | Cimec    |
|      | Trissonca steppicola (Caradja, 1936)                            | Descoperit: Tai-shan, China Dimensiuni: AA= 17 mm                                                        | Lectotip; la ac mai există eticheta de determinare a lui Caradja cu mențiunea „Typen”, eticheta de preparat genital a lui Ulrich Roesler („U. Roesler, GU 5856”) și o etichetă de culoare roșie cu mențiunea „Lectotypus, Trissonca steppicola Car., E.(ugen) M.(unroe) leg. 1964”. | Muzeul Național de Istorie Naturală „Grigore Antipa”, București | Cimec    |
|      | Trissonca steppicola (Caradja, 1936)                            | Descoperit: Tai-shan, China Dimensiuni: AA= 16 mm                                                        | Allolectotip; la ac mai există eticheta de preparat genital a lui Ulrich Roesler („U. Roesler, GU 5877”). | Muzeul Național de Istorie Naturală „Grigore Antipa”, București | Cimec    |
|      | Psorosa nucleolella var. clarella (Caradja, 1910)               | Descoperit: Kasikoparan, Armenia Dimensiuni: AA= 17 mm                                                   | Paralectotip; abdomenul este lipit pe eticheta de colectare. | Muzeul Național de Istorie Naturală „Grigore Antipa”, București | Cimec    |
|      | Cledeobia armenialis (Lederer, 1870)                            | Descoperit: Astarabad, Iran Dimensiuni: AA= 18 mm                                                        | Paratip. | Muzeul Național de Istorie Naturală „Grigore Antipa”, București | Cimec    |
|      | Epistenia ferrealis (Hampson, 1900)                             | Descoperit: Mardin, Turcia Dimensiuni: AA= 16 mm                                                         | Paratip; lipsă abdomen. | Muzeul Național de Istorie Naturală „Grigore Antipa”, București | Cimec    |
|      | Macalla shanghaiella (Caradja, 1925)                            | Descoperit: Shanghai, China Dimensiuni: AA= 24 mm                                                        | Allolectotip; eticheta de colectare a fost rescrisă. | Muzeul Național de Istorie Naturală „Grigore Antipa”, București | Cimec    |
|      | Macalla sordidalis proximalis (Caradja, 1925)                   | Descoperit: Canton, China Dimensiuni: AA= 23 mm                                                          | Lectotip; la ac mai există eticheta de determinare a lui Caradja și o etichetă de culoare roșie cu mențiunea "Lectotypus, Macalla sordidalis proximalis Car., E.(ugen) M.(unroe) leg. 1964". | Muzeul Național de Istorie Naturală „Grigore Antipa”, București | Cimec    |
|      | Stericta lactealis (Caradja, 1931)                              | Descoperit: Kwanhsien, China Dimensiuni: AA= 18 mm                                                       | Lectotip; la ac mai există eticheta de determinare a lui Caradja cu mențiunea "Typen" și o etichetă de culoare roșie cu mențiunea "Hololectotypus, Stericta lactealis Car., E.(ugen) M.(unroe) leg. 1964". | Muzeul Național de Istorie Naturală „Grigore Antipa”, București | Cimec    |
|      | Orthaga disparoidalis (Caradja, 1925)                           | Descoperit: Shanghai, China Dimensiuni: AA= 28 mm                                                        | Allolectotip; la ac mai există o etichetă cu numărul 22 și o etichetă cu mențiunea "subsp. Nov. Orthaga achatina Butl., W. H. T. Tams det.". | Muzeul Național de Istorie Naturală „Grigore Antipa”, București | Cimec    |
|      | Orthaga disparoidalis (Caradja, 1925)                           | Descoperit: Shanghai, China Dimensiuni: AA= 27 mm                                                        | Paralectotip. | Muzeul Național de Istorie Naturală „Grigore Antipa”, București | Cimec    |
|      | Endotricha contestalis (Caradja, 1925)                          | Descoperit: Lienping, China Dimensiuni: AA= 13 mm                                                        | Lectotip; exemplar puternic deteriorat. La ac mai există eticheta de determinare a lui Caradja cu mențiunea "Typen", eticheta de preparat genital a lui Stefan Bleszynski cu mențiunea "Syntypus, Gen. Sl. Endotr. No. 2, Endotricha contestalis Car." și o etichetă de culoare roșie cu mențiunea "Lectotypus, Endotricha contestalis Car., E.(ugen) M.(unroe) leg. 1964". | Muzeul Național de Istorie Naturală „Grigore Antipa”, București | Cimec    |
|      | Endotricha contestalis (Caradja, 1925)                          | Descoperit: Lienping, China Dimensiuni: AA= 19 mm                                                        | Paralectotip; la ac mai există o etichetă cu numărul 24. | Muzeul Național de Istorie Naturală „Grigore Antipa”, București | Cimec    |
|      | Endotricha chromatis (Caradja, 1925)                            | Descoperit: Lienping, China Dimensiuni: AA= 13 mm                                                        | Lectotip; exemplar neetalat. La ac mai există eticheta de determinare a lui Caradja cu mențiunea "Typen", eticheta de preparat genital a lui Stefan Bleszynski cu mențiunea "Syntypus, Gen. Sl. Endotr. No. 1, Endotricha chromatis Car." și o etichetă de culoare roșie cu mențiunea "Lectotypus, Endotricha chromatis Car., E.(ugen) M.(unroe) leg. 1964". | Muzeul Național de Istorie Naturală „Grigore Antipa”, București | Cimec    |
|      | Trichophysetis bipunctalis (Caradja, 1925)                      | Descoperit: Canton, China Dimensiuni: AA= 15 mm                                                          | Allolectotip; aripa anterioară stângă este ruptă. Eticheta de colectare a fost rescrisă. La ac mai există eticheta de colectare originală și o etichetă cu mențiunea "Trichophysetis bipunctalis Car.". | Muzeul Național de Istorie Naturală „Grigore Antipa”, București | Cimec    |
|      | Commotria longipennis (Caradja, 1936)                           | Descoperit: Tai-shan, China Dimensiuni: AA= 22 mm                                                        | Allolectotip; lipsă aripa anterioară dreaptă; la ac mai există o etichetă cu numărul 26 și eticheta de preparat genital a lui Ulrich Roesler ("U. Roesler, GU 5878"). | Muzeul Național de Istorie Naturală „Grigore Antipa”, București | Cimec    |
|      | Commotria longipennis (Caradja, 1936)                           | Descoperit: Lungtan bei Nanking, China Dimensiuni: AA= 20 mm                                             | Lectotip; aripile de pe partea dreaptă deteriorate. La ac mai există eticheta de determinare a lui Caradja cu mențiunea "Type", o etichetă de preparat genital cu mențiunea "Prep. Nr. 5494" și o etichetă cu numărul 23. | Muzeul Național de Istorie Naturală „Grigore Antipa”, București | Cimec    |
|      | Commotria longipennis (Caradja, 1936)                           | Descoperit: Lungtan bei Nanking, China Dimensiuni: AA= 24 mm                                             | Paralectotip; lipsă abdomen; eticheta de colectare a fost rescrisă; la ac mai există eticheta de colectare originală și o etichetă cu numărul 12. | Muzeul Național de Istorie Naturală „Grigore Antipa”, București | Cimec    |
|      | Anerastia nitidicostella f. affinitatella (Caradja)             | Descoperit: Israel Dimensiuni: AA= 26 mm                                                                 | Allolectotip; la ac mai există o etichetă de determinare cu mențiunea "Anerastia Affinitella Stgr. Liste 45", o etichetă de preparat genital cu mențiunea "Prep. Nr. 5483" și o etichetă cu numărul 8. | Muzeul Național de Istorie Naturală „Grigore Antipa”, București | Cimec    |
|      | Ematheudes magnetella (Caradja, 1916)                           | Descoperit: Turkmenistan Dimensiuni: AA= 29 mm                                                           | Lectotip; la ac mai există eticheta de preparat genital a lui Ulrich Roesler ("U. Roesler, GU 4241"). | Muzeul Național de Istorie Naturală „Grigore Antipa”, București | Cimec    |
|      | Homoeosoma litorella (Amsel, 1936)                              | Descoperit: Tel-Aviv, Israel Dimensiuni: AA= 18 mm                                                       | Paratip; la ac mai există o etichetă de culoare roșie cu mențiunea "Paratypus, leg. H. Amsel", eticheta de preparat genital a lui Ulrich Roesler ("U. Roesler, GU 4242") și eticheta de determinare a lui Ulrich Roesler cu mențiunea "Homoeosoma capsitanellus Chrét., det. U. Roesler". | Muzeul Național de Istorie Naturală „Grigore Antipa”, București | Cimec    |
|      | Conobathra (Rufalda) frankella (Roesler, 1975)                  | Descoperit: West-Tien-Mu-Shan, China Dimensiuni: AA= 17 mm                                               | Allotip; la ac mai există o etichetă cu mențiunea "Rhodophaea bettulella Rag., det. G. A. Bisset 1938", o etichetă rotundă cu contur roșu și mențiunea "Allo-Holotypus", eticheta de preparat genital a lui Ulrich Roesler ("U. Roesler, GU 6185") și o etichetă de culoare portocalie cu mențiunea "Rufalda frankella Roesler, U. Roesler / Allotypus". | Muzeul Național de Istorie Naturală „Grigore Antipa”, București | Cimec    |
|      | Dichagyris renigera argentina (Caradja, 1931)                   | Descoperit: Balcic, Valea Ag-Bunar, Bulgaria Dimensiuni: AA= 40 mm                                       | Lectotip; la ac mai există eticheta de determinare originală a lui Caradja cu mențiunea "A. renigera ssp. argentea Car." | Muzeul Național de Istorie Naturală „Grigore Antipa”, București | Cimec    |
|      | Dichagyris renigera argentina (Caradja, 1931)                   | Descoperit: Balcic, Valea Ag-Bunar, Bulgaria Dimensiuni: AA= 45 mm                                       | Metallotip | Muzeul Național de Istorie Naturală „Grigore Antipa”, București | Cimec    |
|      | Conisania poelli ostrogovichi (Draudt, 1933)                    | Descoperit: jud. Cluj, com. MUNICIPIUL CLUJ-NAPOCA, CLUJ-NAPOCA Dimensiuni: AA= 36 mm                    | Holotip; la ac mai există eticheta de determinare originală a lui Draudt cu mențiunea "Typus", eticheta de preparat genital a lui Ch. Boursin cu mențiunea "Preparation no. Pop. 1, Ch. Boursin" și eticheta de determinare a lui Ch. Boursin cu mențiunea "Conisania leineri poelli Stertz. Exemp. (eine clar.) Boursin det." | Muzeul Național de Istorie Naturală „Grigore Antipa”, București | Cimec    |
|      | Colias palaeno europome var. catlischi (Caradja, 1893)          | Dimensiuni: AA= 46 mm                                                                                    | Allolectotip; la ac mai există eticheta de proveniență din colecția Caradja | Muzeul Național de Istorie Naturală „Grigore Antipa”, București | Cimec    |
|      | Proterebia phegea pyramus de (Louker & Dils, 1987)              | Descoperit: Nomos Kozanis, Grecia Dimensiuni: AA= 42 m                                                   | Paratip; la ac mai există o etichetă de culoare portocalie cu mențiunea "Paratype, P. phegea Borkh., ssp. pyramus de Louker-Dils" | Muzeul Național de Istorie Naturală „Grigore Antipa”, București | Cimec    |
|      | Pterophorus lienigianus var. catharodactylus (Caradja, 1920)    | Descoperit: Kasakewitsch, Chabarowka, Rusia Dimensiuni: AA= 17 mm                                        | Paralectotip; la ac mai există eticheta de proveniență din colecția Walsingham (5356, Wlsm. 1908), eticheta de determinare a lui Walsingham cu mențiunea "Pterophorus lienigianus Z., teste Wlsm." și eticheta de preparat genital a lui Christian Gibeaux (Chr. Gibeaux dét., prép. génit. no. 3281, ♀) | Muzeul Național de Istorie Naturală „Grigore Antipa”, București | Cimec    |
|      | Orneodes longipalpella (Caradja, 1939)                          | Descoperit: Batang, în valea fluviului Yangtze, China Dimensiuni: AA= 17 mm                              | Paralectotip | Muzeul Național de Istorie Naturală „Grigore Antipa”, București | Cimec    |
|      | Orneodes longipalpella (Caradja, 1939)                          | Descoperit: Batang, în valea fluviului Yangtze, China Dimensiuni: AA= 18 mm                              | Paralectotip | Muzeul Național de Istorie Naturală „Grigore Antipa”, București | Cimec    |
|      | Epiparasia longivitella (Rebel, 1914)                           | Descoperit: Kuldscha, Tian Shan occidental, China Dimensiuni: AA= 16 mm                                  | Lectotip; la ac mai există eticheta de determinare a lui Hans Rebel cu mențiunea "Type" și eticheta de preparat genital a Margaritei Ponomarenko ("Genit. praep. nr. 187.798, Euparal, 2003, Ponomarenko") | Muzeul Național de Istorie Naturală „Grigore Antipa”, București | Cimec    |
|      | Chamaesphecia deltaica (Popescu-Gorj & Căpușe, 1965)            | Descoperit: jud. Tulcea, com. C.A. ROSETTI, PERIPRAVA, Pădurea Letea Dimensiuni: AA= 21 mm               | Holotip; la ac mai există există o etichetă de determinare cu mențiunea "Chamaesphecia deltaica n. sp." și eticheta de preparat genital a lui Iosif Căpușe cu mențiunea "Pr. Genit. Nr. 948, Ch. deltaica n. sp., I. Căpușe" | Muzeul Național de Istorie Naturală „Grigore Antipa”, București | Cimec    |
|      | Chamaesphecia deltaica (Popescu-Gorj & Căpușe, 1965)            | Descoperit: jud. Tulcea, com. C.A. ROSETTI, PERIPRAVA, Pădurea Letea Dimensiuni: AA= 24 mm               | Allotip; lipsă abdomen; preparat genital nr. 1075 | Muzeul Național de Istorie Naturală „Grigore Antipa”, București | Cimec    |
|      | Chamaesphecia deltaica (Popescu-Gorj & Căpușe, 1965)            | Descoperit: jud. Tulcea, com. C.A. ROSETTI, PERIPRAVA, Pădurea Letea Dimensiuni: AA= 21 mm               | Paratip; lipsă abdomen; preparat genital nr. 1076 | Muzeul Național de Istorie Naturală „Grigore Antipa”, București | Cimec    |
|      | Chamaesphecia deltaica (Popescu-Gorj & Căpușe, 1965)            | Descoperit: jud. Tulcea, com. C.A. ROSETTI, PERIPRAVA, Pădurea Letea Dimensiuni: AA= 21 mm               | Paratip; lipsă abdomen; preparat genital nr. 1077 | Muzeul Național de Istorie Naturală „Grigore Antipa”, București | Cimec    |
|      | Pyrausta tapaishanensis (Caradja, 1938)                         | Descoperit: Tapaishan im Tsinling, China Dimensiuni: AA= 18 mm                                           | Topotip | Muzeul Național de Istorie Naturală „Grigore Antipa”, București | Cimec    |
|      | Massepha talboti (Caradja, 1927)                                | Descoperit: Kwanhsien, China Dimensiuni: AA= 24 mm                                                       | Lectotip; eticheta de colectare a fost rescrisă ! La ac mai există eticheta originală cu data de colectare și două etichete de determinare ale lui Caradja cu mențiunea "Type". | Muzeul Național de Istorie Naturală „Grigore Antipa”, București | Cimec    |
|      | Massepha talboti (Caradja, 1927)                                | Descoperit: Kwanhsien, China Dimensiuni: AA= 24 mm                                                       | Paralectotip; eticheta de colectare a fost rescrisă ! La ac mai există eticheta originală cu data de colectare și eticheta de determinare a lui Caradja cu mențiunea "Type". | Muzeul Național de Istorie Naturală „Grigore Antipa”, București | Cimec    |
|      | Bocchoris adipalis nigromarginalis (Caradja, 1925)              | Descoperit: Lienping, China Dimensiuni: AA= 16 mm                                                        | Lectotip; lipsă aripa anterioară stângă ! La ac mai există eticheta de determinare a lui Caradja, eticheta de preparat genital a lui Eugen Munroe ("418f, Gen. Prep. EGM 10, Bocchoris adipalis nigromarginalis Car., Lectotype, Lienping") și o etichetă de culoare roșie cu mențiunea "Lectotypus, Bocchoris adipalis nigromarginalis Car., E.(ugen) M.(unroe) leg. 1964". | Muzeul Național de Istorie Naturală „Grigore Antipa”, București | Cimec    |
|      | Bocchoris aptalis kwangtungialis (Caradja, 1925)                | Descoperit: Lienping, China Dimensiuni: AA= 25 mm                                                        | Paralectotip; pe eticheta de colectare se află lipit abdomenul ! La ac mai există o etichetă cu numărul 76. | Muzeul Național de Istorie Naturală „Grigore Antipa”, București | Cimec    |
|      | Dichrocrocis latipunctalis (Caradja, 1925)                      | Descoperit: Lienping, China Dimensiuni: AA= 21 mm                                                        | Paralectotip | Muzeul Național de Istorie Naturală „Grigore Antipa”, București | Cimec    |
|      | Sylepta capnosalis (Caradja, 1925)                              | Descoperit: Lienping, China Dimensiuni: AA= 30 mm                                                        | Paralectotip; lipsă abdomen | Muzeul Național de Istorie Naturală „Grigore Antipa”, București | Cimec    |
|      | Glyphodes tienmushana (Caradja, 1935)                           | Descoperit: West-Tien-Mu-Shan, China Dimensiuni: AA= 26 mm                                               | Paralectotip; eticheta de colectare a fost rescrisă ! | Muzeul Național de Istorie Naturală „Grigore Antipa”, București | Cimec    |
|      | Leucinodes perlucidalis (Caradja, 1933)                         | Descoperit: Lofao-shan, 88 km. est de Canton, China Dimensiuni: AA= 19 mm                                | Paralectotip; eticheta de colectare a fost rescrisă ! La ac mai există eticheta de colectare originală și o etichetă cu numărul 29 | Muzeul Național de Istorie Naturală „Grigore Antipa”, București | Cimec    |
|      | Crocidophora artatalis (Caradja, 1925)                          | Descoperit: Amoy, China Dimensiuni: AA= 26 mm                                                            | Lectotip; lipsă aripa posterioară dreaptă ! La ac mai există eticheta de determinare a lui Caradja cu mențiunea "Typen", eticheta de preparat genital a lui Eugen Munroe ("420 b, Gen. Prep. EGM 13, Crocidophora artatalis Car., Lectotype, Amoy") și o etichetă de culoare roșie cu mențiunea "Lectotypus, Crocidophora artatalis Car., E.(ugen) M.(unroe) leg. 1964" | Muzeul Național de Istorie Naturală „Grigore Antipa”, București | Cimec    |
|      | Crocidophora artatalis (Caradja, 1925)                          | Descoperit: Lienping, China Dimensiuni: AA= 21 mm                                                        | Paralectotip; lipsă abdomen | Muzeul Național de Istorie Naturală „Grigore Antipa”, București | Cimec    |
|      | Crocidophora tienmushana (Caradja, 1935)                        | Descoperit: West-Tien-Mu-Shan, China Dimensiuni: AA= 27 mm                                               | Paralectotip; eticheta de colectare a fost rescrisă ! La ac mai există eticheta de colectare originală și o etichetă cu numărul 65 | Muzeul Național de Istorie Naturală „Grigore Antipa”, București | Cimec    |
|      | Epiparbattia gloriosalis (Caradja, 1925)                        | Descoperit: Lienping, China Dimensiuni: AA= 36 mm                                                        | Paralectotip | Muzeul Național de Istorie Naturală „Grigore Antipa”, București | Cimec    |
|      | Antigastra catalaunalis ab. sionensis (Caradja, 1929)           | Descoperit: Jericho, Israel Dimensiuni: AA= 24 mm                                                        | Lectotip; eticheta de colectare este fixată pe minuție ! La ac mai există eticheta de determinare a lui Caradja cu mențiunea "Type" | Muzeul Național de Istorie Naturală „Grigore Antipa”, București | Cimec    |
|      | Calamochrous obscuralis (Caradja, 1925)                         | Descoperit: Amoy, China Dimensiuni: AA= 31 mm                                                            | Lectotip; la ac mai există eticheta de determinare a lui Caradja cu mențiunea "Typen" și o etichetă de culoare roșie cu mențiunea "Lectotypus, Calamochrous obscuralis Car., E.(ugen) M.(unroe) des. 1964" | Muzeul Național de Istorie Naturală „Grigore Antipa”, București | Cimec    |
|      | Calamochrous obscuralis (Caradja, 1925)                         | Descoperit: Amoy, China Dimensiuni: AA= 34 mm                                                            | Paralectotip | Muzeul Național de Istorie Naturală „Grigore Antipa”, București | Cimec    |
|      | Tegulifera lienpingialis (Caradja, 1925)                        | Descoperit: Canton, China Dimensiuni: AA= 22 mm                                                          | Paralectotip | Muzeul Național de Istorie Naturală „Grigore Antipa”, București | Cimec    |
|      | Tegulifera kwangtungialis (Caradja, 1925)                       | Descoperit: Lienping, China Dimensiuni: AA= 20 mm                                                        | Allolectotip; lipsă aripa anterioară stângă, aripa posterioară stângă este lipită pe o bucată de măduvă de soc | Muzeul Național de Istorie Naturală „Grigore Antipa”, București | Cimec    |
|      | Stemmatophora yuennanensis (Caradja, 1937)                      | Descoperit: Li-kiang, China Dimensiuni: AA= 25 mm                                                        | Allolectotip; la ac mai există eticheta de determinare a lui Caradja cu mențiunea "Typen" și o etichetă de preparat genital cu mențiunea "Pyralidae, Brit. Mus., Slide No. 10218, ♀" | Muzeul Național de Istorie Naturală „Grigore Antipa”, București | Cimec    |
|      | Herculia biarealis (Caradja, 1925)                              | Descoperit: Lienping, China Dimensiuni: AA= 25 mm                                                        | Allolectotip | Muzeul Național de Istorie Naturală „Grigore Antipa”, București | Cimec    |
|      | Sacada confutsealis (Caradja, 1925)                             | Descoperit: West-Tien-Mu-Shan, China Dimensiuni: AA= 40 mm                                               | Metatip; la ac mai există eticheta de determinare a lui Caradja cu mențiunea "Type" | Muzeul Național de Istorie Naturală „Grigore Antipa”, București | Cimec    |
|      | Bostra olivalis (Caradja, 1927)                                 | Descoperit: Kwanhsien, China Dimensiuni: AA= 23 mm                                                       | Metatip; eticheta de colectare a fost rescrisă ! La ac mai există eticheta originală cu data de colectare și eticheta de determinare a lui Caradja cu mențiunea "Type" | Muzeul Național de Istorie Naturală „Grigore Antipa”, București | Cimec    |
|      | Orybina imperatrix (Caradja, 1925)                              | Descoperit: Canton, China Dimensiuni: AA= 26 mm                                                          | Paralectotip; eticheta de colectare a fost rescrisă ! | Muzeul Național de Istorie Naturală „Grigore Antipa”, București | Cimec    |
|      | Bradina melanoperas sinensis (Caradja, 1925)                    | Descoperit: Mokan-shan, China Dimensiuni: AA= 29 mm                                                      | Lectotip; la ac mai există eticheta de determinare a lui Caradja cu mențiunea "Typen", eticheta de preparat genital a lui Eugen Munroe ("Gen. Praep. EGM 6, Bradina melanoperas sinensis Car., Lectotype, Mokanshan") și o etichetă de culoare roșie cu mențiunea "Lectotypus, Bradina melanoperas sinensis Car., E.(ugen) M.(unroe) leg. 1964". | Muzeul Național de Istorie Naturală „Grigore Antipa”, București | Cimec    |
|      | Bradina melanoperas sinensis (Caradja, 1925)                    | Descoperit: Lienping, China Dimensiuni: AA= 32 mm                                                        | Paralectotip | Muzeul Național de Istorie Naturală „Grigore Antipa”, București | Cimec    |
|      | Constantia caidalis var. strobilacalis (Chrétien, 1910)         | Descoperit: Gafsa, Tunisia Dimensiuni: AA= 15 mm                                                         | Paratip | Muzeul Național de Istorie Naturală „Grigore Antipa”, București | Cimec    |
|      | Actenia orbicostalis (Chrétien)                                 | Descoperit: Biskra, Algeria Dimensiuni: AA= 25 mm                                                        | Paratip; eticheta de colectare a fost rescrisă ! La ac mai există eticheta originală cu data de colectare. | Muzeul Național de Istorie Naturală „Grigore Antipa”, București | Cimec    |
|      | Pyrausta obscurior (Caradja, 1938)                              | Descoperit: A-Tun-tse, Talsohle, China Dimensiuni: AA= 19 mm                                             | Paralectotip | Muzeul Național de Istorie Naturală „Grigore Antipa”, București | Cimec    |
|      | Pyrausta discipunctalis (Caradja, 1935)                         | Descoperit: Seitental Siachen (tabăra 28), India Dimensiuni: AA= 28 mm                                   | Paratip; eticheta de colectare a fost rescrisă ! La ac mai există eticheta de colectare originală scrisă pe calc, eticheta de determinare a lui Caradja cu mențiunea "Type", o etichetă cu mențiunea "Pyrausta spec. Bei austriacalis" și o etichetă de culoare roșie cu mențiunea "Paratypus, Pyrausta discipunctalis Car., E.(ugen) M.(unroe) ver. 1964" | Muzeul Național de Istorie Naturală „Grigore Antipa”, București | Cimec    |
|      | Pyrausta carminalis (Caradja, 1925)                             | Descoperit: Lienping, China Dimensiuni: AA= 17 mm                                                        | Paralectotip | Muzeul Național de Istorie Naturală „Grigore Antipa”, București | Cimec    |
|      | Pyrausta genialis reductalis (Caradja, 1937)                    | Descoperit: Li-kiang, China Dimensiuni: AA= 20 mm                                                        | Allolectotip | Muzeul Național de Istorie Naturală „Grigore Antipa”, București | Cimec    |
|      | Pyrausta genialis reductalis (Caradja, 1937)                    | Descoperit: Li-kiang, China Dimensiuni: AA= 20 mm                                                        | Paralectotip | Muzeul Național de Istorie Naturală „Grigore Antipa”, București | Cimec    |
|      | Pyrausta genialis reductalis (Caradja, 1937)                    | Descoperit: Li-kiang, China Dimensiuni: AA= 20 mm                                                        | Topotip | Muzeul Național de Istorie Naturală „Grigore Antipa”, București | Cimec    |
|      | Phlyctaenodes sticticalis tenebrosa (Caradja, 1939)             | Descoperit: Batang, zona împădurită joasă, China Dimensiuni: AA= 29 mm                                   | Lectotip; la ac mai există eticheta de determinare a lui Caradja cu mențiunea "Typen" și o etichetă de culoare roșie cu mențiunea "Lectotypus, Loxostege sticticalis tenebrosa Car., E.(ugen) M.(unroe) des., 1964". | Muzeul Național de Istorie Naturală „Grigore Antipa”, București | Cimec    |
|      | Cholius juldusellus (Caradja, 1916)                             | Descoperit: Munții Tian Shan, Juldus, China Dimensiuni: AA= 29 mm                                        | Paralectotip; la ac mai există o etichetă cu mențiunea "sp. ?", o etichetă cu chenar mov și mențiunea "Lectotypoid, Crambus juldusellus Car., des. Bleszynski, 1960" și o capsulă de plastic cu armătura genitală. | Muzeul Național de Istorie Naturală „Grigore Antipa”, București | Cimec    |
|      | Scoparia sinensis (Leraut, 1986)                                | Descoperit: China Dimensiuni: AA= 15 mm                                                                  | Paratip; lipsă aripa anterioară stângă; eticheta de colectare a fost rescrisă. La ac mai există eticheta de colectare originală, scrisă pe calc, abia lizibilă și eticheta de preparat genital a lui Patrice Leraut cu mențiunea "P. Leraut det., prép. N° 1397, Scoparia sinensis Leraut, Paratype". | Muzeul Național de Istorie Naturală „Grigore Antipa”, București | Cimec    |
|      | Brihaspa atrostigmella sinensis (Caradja, 1933)                 | Descoperit: Dingwu-Shan, 80 km. vest de Canton, China Dimensiuni: AA= 35 mm                              | Paratip; eticheta de colectare este rescrisă. La ac mai există eticheta de colectare originală, deteriorată, eticheta de determinare a Caradja cu mențiunea "Type" și o etichetă de culoare roșie cu mențiunea "Paratypus, Brihaspa atrostigmella var. Sinensis Car., E.(ugen) M.(unroe) ver. 1964". | Muzeul Național de Istorie Naturală „Grigore Antipa”, București | Cimec    |
|      | Culladia szechwanella f. modesta (Caradja, 1933)                | Descoperit: Lofao-shan, 88 km. est de Canton, China Dimensiuni: AA= 9 mm                                 | Metallotip; eticheta de colectare este rescrisă. La ac mai există eticheta de colectare originală (abia lizibilă), o etichetă cu mențiunea "Paratype of Roxita eurydice Bl. = Ditomoptera sp. det. Blesz., XI.1960" și eticheta de preparat genital a lui Stefan Bleszynski ("Praep. Gen. Nr. 2676 Bl., Praep. et det. 1961"). | Muzeul Național de Istorie Naturală „Grigore Antipa”, București | Cimec    |
|      | Culladia szechwanella f. modesta (Caradja, 1933)                | Descoperit: Lung-tao-Shan, Drachenkopf (230 km. nord de Canton), China Dimensiuni: AA= 11 mm             | Paratip; eticheta de colectare este rescrisă. La ac mai există trei etichete (de colectare ?) scrise cu caractere chinezești, o etichetă rotundă cu contur galben și mențiunea "Paratype" și eticheta de determinare a lui Stefan Bleszynski cu mențiunea "Roxita eurydyce Bl., det. Bleszynski". | Muzeul Național de Istorie Naturală „Grigore Antipa”, București | Cimec    |
|      | Chilo hyrax (Bleszynski, 1965)                                  | Descoperit: Mokan-shan, China Dimensiuni: AA= 37 mm                                                      | Paratip; la ac mai există o etichetă cu numărul 11, o etichetă cu chenar roșu și mențiunea "Typoyd, Chilo hyrax Bl." și o capsulă de plastic cu armătura genitală. | Muzeul Național de Istorie Naturală „Grigore Antipa”, București | Cimec    |
|      | Phlyctaenodes decoloralis sinensis (Caradja, 1925)              | Descoperit: Shanghai, China Dimensiuni: AA= 22 mm                                                        | Allolectotip; lipsă abdomen. | Muzeul Național de Istorie Naturală „Grigore Antipa”, București | Cimec    |
|      | Loxostege diaphana (Caradja, 1933)                              | Descoperit: Lofao-shan, 88 km. est de Kanton, China Dimensiuni: AA= 16 mm                                | Lectotip; eticheta de colectare a fost rescrisă. La ac mai există o etichetă cu numărul 8, o etichetă cu numeroase numere (neinteligibilă), eticheta de determinare a lui Caradja cu mențiunea "Type" și o etichetă de culoare roșie cu mențiunea "Lectotypus, Loxostege diaphana Car., E.(ugen) M.(unroe) des. 1964". | Muzeul Național de Istorie Naturală „Grigore Antipa”, București | Cimec    |
|      | Crambus batangensis (Caradja, 1939)                             | Descoperit: Batang, valea fluviului Yangtze, China Dimensiuni: AA= 23 mm                                 | Lectotip; la ac mai există eticheta de determinare a lui Caradja cu mențiunea "Typen". | Muzeul Național de Istorie Naturală „Grigore Antipa”, București | Cimec    |
|      | Crambus matricella f. obscurus (Caradja, 1931)                  | Descoperit: jud. Galați, Tecuci Dimensiuni: AA= 26 mm                                                    | Lectotip; lipsă abdomen; la ac mai există eticheta de determinare a lui Caradja cu mențiunea "Typen" și o etichetă cu chenar mov și mențiunea "Lectotypus, Crambus matricella var. obscurus Caradj., des. Bleszynski, 1960". | Muzeul Național de Istorie Naturală „Grigore Antipa”, București | Cimec    |
|      | Pyrausta flavaginalis (Hedemann, 1894)                          | Descoperit: Saint Thomas, Statele Unite ale Americii Dimensiuni: AA= 19 mm                               | Lectotip; la ac mai există o etichetă de colectare, cu aceleași date de colectare și eticheta de determinare a lui Hedemann cu mențiunea "Type" | Muzeul Național de Istorie Naturală „Grigore Antipa”, București | Cimec    |
|      | Margaritia caradjana (Popescu-Gorj, 1991)                       | Descoperit: Batang, zona împădurită joasă, China Dimensiuni: AA= 28 mm                                   | Paratip; pe eticheta de colecție este menționat "prep. Gen. 1071" | Muzeul Național de Istorie Naturală „Grigore Antipa”, București | Cimec    |
|      | Metasia ophialis var. parvalis (Caradja, 1916)                  | Descoperit: Marasch, Siria Dimensiuni: AA= 18 mm                                                         | Paralectotip | Muzeul Național de Istorie Naturală „Grigore Antipa”, București | Cimec    |
|      | Metasia ophialis var. parvalis (Caradja, 1916)                  | Descoperit: Saimbeyli, Turcia Dimensiuni: AA= 16 mm                                                      | Paralectotip | Muzeul Național de Istorie Naturală „Grigore Antipa”, București | Cimec    |
|      | Metasia subtilialis (Caradja, 1916)                             | Descoperit: Amasia, Turcia Dimensiuni: AA= 15 mm                                                         | Paralectotip | Muzeul Național de Istorie Naturală „Grigore Antipa”, București | Cimec    |
|      | Metasia berytalis (Caradja, 1926)                               | Descoperit: Beirut, Liban Dimensiuni: AA= 17 mm                                                          | Paralectotip; exemplarul nu este etalat corespunzător! Abdomenul desprins este lipit pe bucata de măduvă de soc | Muzeul Național de Istorie Naturală „Grigore Antipa”, București | Cimec    |
|      | Exeristis minuscula (Caradja, 1931)                             | Descoperit: Kwanhsien, China Dimensiuni: AA= 13 mm                                                       | Lectotip; la ac mai există eticheta de determinare a lui Caradja cu mențiunea "Typen", eticheta de preparat genital a lui Eugen Munroe ("422 f, Gen. Prep. EGM 24, Exeristis minuscula Car., Lectotype") și o etichetă de culoare roșie cu mențiunea "Lectotypus, Exeristis minuscula Car., E.(ugen) M.(unroe) des., 1964" | Muzeul Național de Istorie Naturală „Grigore Antipa”, București | Cimec    |
|      | Exeristis minuscula (Caradja, 1931)                             | Descoperit: Kwanhsien, China Dimensiuni: AA= 12 mm                                                       | Paralectotip; lipsă aripa posterioară dreaptă! | Muzeul Național de Istorie Naturală „Grigore Antipa”, București | Cimec    |
|      | Pionea incertalis (Caradja, 1937)                               | Descoperit: Li-kiang, China Dimensiuni: AA= 19 mm                                                        | Lectotip; la ac mai există o etichetă cu numărul 305, eticheta de determinare a lui Caradja ("?Phlyctania (?) sp., Pionea incerta Car., Type") și o etichetă de culoare roșie cu mențiunea "Lectotypus, Pionea incertalis Car., E.(ugen) M.(unroe) des. 1964" | Muzeul Național de Istorie Naturală „Grigore Antipa”, București | Cimec    |
|      | Pionea incertalis (Caradja, 1937)                               | Descoperit: Li-kiang, China Dimensiuni: AA= 20 mm                                                        | Allolectotip; la ac mai există eticheta de determinare a lui Caradja ("Pionea ? (? Phlyctania) incerta Car., Type") | Muzeul Național de Istorie Naturală „Grigore Antipa”, București | Cimec    |
|      | Pyrausta zeitunalis (Caradja, 1916)                             | Descoperit: Zeitun (azi Süleymanlı), Turcia Dimensiuni: AA= 24 mm                                        | Allolectotip; la ac mai există o etichetă cu numărul 299 | Muzeul Național de Istorie Naturală „Grigore Antipa”, București | Cimec    |
|      | Crambus yangtseellus (Caradja, 1939)                            | Descoperit: Batang, valea fluviului Yangtze, China Dimensiuni: AA= 23 mm                                 | Paralectotip; la ac mai există o etichetă cu numărul 20 și eticheta de preparat genital a lui Stefan Bleszynski ("Praep. Gen. Nr. 1674, Pediasia yangtseella Car., det. Bleszynski 1960, Lectotypoid"). | Muzeul Național de Istorie Naturală „Grigore Antipa”, București | Cimec    |
|      | Crambus flavoflabellus (Caradja, 1925)                          | Descoperit: Canton, China Dimensiuni: AA= 22 mm                                                          | Lectotip; la ac mai există eticheta de determinare a lui Caradja (Crambus flavoflabellus Car.), eticheta de preparat genital a lui Stefan Bleszynski (GS 1748, Pseudocatharylla flavoflabella, det. Bleszynski, 1960) și o etichetă cu chenar mov și mențiunea "Holotypus, Crambus flavoflabellus Car.". | Muzeul Național de Istorie Naturală „Grigore Antipa”, București | Cimec    |
|      | Crambus mandarinellus (Caradja, 1925)                           | Descoperit: Canton, China Dimensiuni: AA= 18 mm                                                          | Lectotip; ușor deteriorat; la ac mai există eticheta de preparat genital a lui Stefan Bleszynski (GS 1749, Pseudocatharylla mandarinella, det. Bleszynski, 1960) și o etichetă cu chenar mov și mențiunea "Lectotypus, Crambus mandarinellus Car., det. Bleszynski, 1960". | Muzeul Național de Istorie Naturală „Grigore Antipa”, București | Cimec    |
|      | Crambus melli (Caradja, 1933)                                   | Dimensiuni: AA= 15 mm                                                                                    | Paralectotip; la ac mai există o etichetă cu chenar mov și mențiunea "Lectotypoid, Crambus melli Car., det. Bleszynski" și o capsulă de plastic cu armătura genitală. | Muzeul Național de Istorie Naturală „Grigore Antipa”, București | Cimec    |
|      | Calamotropha alcesta (Bleszynski, 1961)                         | Descoperit: Darjeeling, India Dimensiuni: AA= 25 mm                                                      | Paratip; la ac mai există o etichetă cu mențiunea "Calamotropha S", eticheta de preparat genital a lui Stefan Bleszynski (Praep. Gen. nr. 1670, Calamotropha alcesta Bl., det. Bleszynski, 1960, Paratype) și o etichetă colorată mov cu creionul, cu mențiunea "Calamotropha alcesta Bl., Paratype". | Muzeul Național de Istorie Naturală „Grigore Antipa”, București | Cimec    |
|      | Crambus funebrellus (Caradja, 1937)                             | Descoperit: Li-kiang, China Dimensiuni: AA= 23 mm                                                        | Metallotip; la ac mai există eticheta de determinare a lui Caradja cu mențiunea "Amphibolia pyraustoides Ersch.", eticheta de preparat genital a lui Stefan Bleszynski (Praep. Genit. nr. 2786, prep. et det. Bl. 1961) și eticheta de determinare a lui Stefan Bleszynski cu mențiunea "Amphibolia funebrella Car., det. Bleszynski". | Muzeul Național de Istorie Naturală „Grigore Antipa”, București | Cimec    |
|      | Crambus yuennanellus (Caradja, 1937)                            | Descoperit: Li-kiang, China Dimensiuni: AA= 21 mm                                                        | Allolectotip; la ac mai există eticheta de preparat genital a lui Stefan Bleszynski (Praep. Gen. nr. 2010, det. Bleszynski, 1960) și eticheta de determinare a lui Stefan Bleszynski cu mențiunea "Amphibolia yuennanella Car., det. Bleszynski". | Muzeul Național de Istorie Naturală „Grigore Antipa”, București | Cimec    |
|      | Crambus yuennanellus (Caradja, 1937)                            | Descoperit: Li-kiang, China Dimensiuni: AA= 23 mm                                                        | Paralectotip; la ac mai există eticheta de preparat genital a lui Stefan Bleszynski (GS 1708 Bl., Crambus yuennanellus C. & M., det. Bleszynski 1960) și o etichetă cu chenar mov și mențiunea "Lectotypoid, Crambus yuennanellus C. & M., det. Bleszynski 1960". | Muzeul Național de Istorie Naturală „Grigore Antipa”, București | Cimec    |
|      | Asartodes lolotiella (Caradja, 1927)                            | Descoperit: Sunpanting, China Dimensiuni: AA= 22 mm                                                      | Allolectotip; la ac mai există eticheta de preparat genital a lui Stefan Bleszynski (GS 1725 Bl., Catoptria lolotiella car., det. Bleszynski, 1960). | Muzeul Național de Istorie Naturală „Grigore Antipa”, București | Cimec    |
|      | Crambus rostellus var. nigerrimus (Caradja, 1916)               | Descoperit: Munții Karagaitau, Kârgâzstan Dimensiuni: AA= 26 mm                                          | Lectotip; la ac mai există o etichetă cu chenar mov și mențiunea "Lectotypus, Crambus rostellus var. nigerrimus Car., det. Bleszynski, 1960". | Muzeul Național de Istorie Naturală „Grigore Antipa”, București | Cimec    |
|      | Crambus narcissus (Bleszynski, 1961)                            | Descoperit: Muntele Emei, China Dimensiuni: AA= 19 mm                                                    | Paratip; la ac mai există o etichetă cu chenar roșu și mențiunea "Typoid, Crambus narcissus Bl.". | Muzeul Național de Istorie Naturală „Grigore Antipa”, București | Cimec    |
|      | Crambus coriolanus (Bleszynski, 1961)                           | Descoperit: Darjeeling, India Dimensiuni: AA= 22 mm                                                      | Metallotip; la ac mai există o etichetă de determinare cu mențiunea "Crambus argyrophorus Btl." și eticheta de preparat genital a lui Stefan Bleszynski (Praep. Gen. nr. 1949, Crambus coryolanus Bl., det. Bleszynski, 1960). | Muzeul Național de Istorie Naturală „Grigore Antipa”, București | Cimec    |
|      | Crambus coriolanus (Bleszynski, 1961)                           | Descoperit: Darjeeling, India Dimensiuni: AA= 18 mm                                                      | Paratip; la ac mai există o etichetă de determinare cu mențiunea "Crambus mir umbekant, 155 Sn.", o etichetă de determinare cu mențiunea "C.(rambus) argyphorus Butl.", eticheta de determinare a lui Stefan Bleszynski cu mențiunea "Typoid, Crambus coryolanus, det. Bleszynski 1961" și o etichetă cu chenar roșu și mențiunea "Typoid". | Muzeul Național de Istorie Naturală „Grigore Antipa”, București | Cimec    |
|      | Crambus inquinatellus var. nevadensis (Caradja, 1916)           | Descoperit: Munți Sierra Nevada, Spania Dimensiuni: AA= 24 mm                                            | Paralectotip; la ac mai există o etichetă cu chenar mov și mențiunea "Lectotypus, Cr. inquinatellus var. nevadensis Car., des. Bleszynski, 1960". | Muzeul Național de Istorie Naturală „Grigore Antipa”, București | Cimec    |
|      | Crambus plumbellus (Caradja, 1933)                              | Descoperit: Borochojewa, Munții Malchan, Rusia Dimensiuni: AA= 28 mm                                     | Paralectotip; la ac mai există o etichetă cu chenar mov și mențiunea "Lectotypoid, Lama 1686, Crambus plumbellus Car., det. Bleszynski, 1960". | Muzeul Național de Istorie Naturală „Grigore Antipa”, București | Cimec    |
|      | Flavocrambus picassensis (Bleszynski, 1965)                     | Descoperit: Raddé, Rusia Dimensiuni: AA= 16 mm                                                           | Allotip; la ac mai există o etichetă rotundă cu contur galben și mențiunea "Paratype" și eticheta de preparat genital a lui Stefan Bleszynski ("G. S. 1815, Flavocrambus picassoi (sic !) Bl., des. Bleszynski"). | Muzeul Național de Istorie Naturală „Grigore Antipa”, București | Cimec    |
|      | Crambus craterellus var. lambessellus (Caradja, 1910)           | Dimensiuni: AA= 21 mm                                                                                    | Paralectotip; la ac mai există o capsulă de plastic cu armătura genitală. | Muzeul Național de Istorie Naturală „Grigore Antipa”, București | Cimec    |
|      | Metacrambus jugaraicae (Bleszynski, 1965)                       | Descoperit: Inderskysche Salzsee, Kazahstan Dimensiuni: AA= 22 mm                                        | Allotip; la ac mai există o etichetă cu chenar mov și mențiunea "Typoid, Metacrambus jugaraicae Bl., det. Bleszynski, 1960" și eticheta de preparat genital a lui Stefan Bleszynski ("G.S. 1714, Metacr. jugaraicae Bl., det. Bl."). | Muzeul Național de Istorie Naturală „Grigore Antipa”, București | Cimec    |
|      | Metacrambus jugaraicae (Bleszynski, 1965)                       | Descoperit: Inderskysche Salzsee, Kazahstan Dimensiuni: AA= 18 mm                                        | Paratip; la ac mai există o etichetă cu chenar mov și mențiunea "Typoid, Metacrambus jugaraicae Bl., det. Bleszynski, 1960". | Muzeul Național de Istorie Naturală „Grigore Antipa”, București | Cimec    |
|      | Phalonia distigmatana (Walsingham, 1897)                        | Descoperit: Saint Croix, Statele Unite ale Americii Dimensiuni: AA= 11 mm                                | Paratip; la ac mai există eticheta de determinare a lui Walsingham, cu numărul 15a.2100 și mențiunea "Para-type" și eticheta de preparat genital a lui Josef Razowski (G.S. 7459, distigmatana Wls., det. J. Razowski). | Muzeul Național de Istorie Naturală „Grigore Antipa”, București | Cimec    |
|      | Pareromene subalbilinealis (Bleszynski, 1965)                   | Descoperit: Li-kiang, China Dimensiuni: AA= 13 mm                                                        | Paratip; la ac mai există eticheta de preparat genital a lui Stefan Bleszynski (Prep. genit. nr. 2961-Bl., Prep. et det. 1962), o etichetă cu numărul 25 și eticheta de determinare a lui Stefan Bleszynski (Ditomoptera subalbilinealis, det. Bleszynski). | Muzeul Național de Istorie Naturală „Grigore Antipa”, București | Cimec    |
|      | Culladia szetchwanella (Caradja, 1931)                          | Descoperit: Kwanhsien, China Dimensiuni: AA= 14 mm                                                       | Allolectotip; la ac mai există eticheta de preparat genital a lui Stefan Bleszynski (Prep. genit. nr. 2904-Bl., Prep. et det. 1962) și o etichetă cu chenar mov și mențiunea "Lectotypoid, Culladia szetchwanella Car., det. Bleszynski". | Muzeul Național de Istorie Naturală „Grigore Antipa”, București | Cimec    |
|      | Laspeyresia pentalychna (Meyrick, 1938)                         | Descoperit: Li-kiang, China Dimensiuni: AA= 13 mm                                                        | Lectotip; la ac mai există eticheta de determinare a lui Caradja cu mențiunea "Type". | Muzeul Național de Istorie Naturală „Grigore Antipa”, București | Cimec    |
|      | Dichrorampha (Lipoptycha) sinensis (Kuznetsov, 1971)            | Descoperit: Mien-shan, Obere Höhe, China Dimensiuni: AA= 13 mm                                           | Metallotip; la ac mai există o etichetă de culoare roșie cu mențiunea "Paratypus, Dichrorampha sinensis Kuzn." | Muzeul Național de Istorie Naturală „Grigore Antipa”, București | Cimec    |
|      | Dichrorampha gammana (Mann, 1866)                               | Descoperit: jud. Tulcea, Mânăstirea Cocoș Dimensiuni: AA= 20 mm                                          | Metallotip; aripa posterioară dreaptă este ruptă; la ac mai există eticheta de sex și o etichetă de culoare roșie cu mențiunea "448, Metatypus, Dichrorampha gammana Mn., Des. Dr. Popescu-Gorj". | Muzeul Național de Istorie Naturală „Grigore Antipa”, București | Cimec    |
|      | Coenobiodes acceptana (Kuznetsov, 1973)                         | Descoperit: Rokkosan bei Kobe, Japonia Dimensiuni: AA= 18 mm                                             | Paratip; la ac mai există o etichetă de culoare roșie cu mențiunea "Paratypus, Coenobiodes acceptana Kuzn.". | Muzeul Național de Istorie Naturală „Grigore Antipa”, București | Cimec    |
|      | Griselda visenda (Kuznetsov, 1973)                              | Descoperit: Tapaishan im Tsinling, China Dimensiuni: AA= 13 mm                                           | Allotip; la ac mai există eticheta de preparat genital a lui Kuznetsov (mikr. prep. no. 12028, Paratypus; pe verso are mențiunea "Griselda visenda Kuzn., Tapaishan (China)") și o etichetă de culoare roșie cu mențiunea "Paratypus, Griselda visenda Kuzn.". | Muzeul Național de Istorie Naturală „Grigore Antipa”, București | Cimec    |
|      | Proschistis stygnopa (Meyrick, 1935)                            | Descoperit: West-Tien-Mu-Shan, China Dimensiuni: AA= 23 mm                                               | Paralectotip. | Muzeul Național de Istorie Naturală „Grigore Antipa”, București | Cimec    |
|      | Ancylopera minimana (Caradja, 1916)                             | Descoperit: Kazahstan Dimensiuni: AA= 11 mm                                                              | Paralectotip; la ac mai există eticheta de determinare a lui Danilevsky (Ancylis minimana Car., Danilevsky det.). | Muzeul Național de Istorie Naturală „Grigore Antipa”, București | Cimec    |
|      | Epinotia aciculana (Falkovitsch, 1965)                          | Descoperit: Vladivostok, Okeanskaja, Rusia Dimensiuni: AA= 12 mm                                         | Paratip; la ac mai există o etichetă de culoare roșie cu mențiunea "O. 2.VIII.1963" și o etichetă de culoare roșie cu mențiunea "Paratypus, Epinotia aciculana Flkv." | Muzeul Național de Istorie Naturală „Grigore Antipa”, București | Cimec    |
|      | Steganoptycha diniana var. desertana (Caradja, 1916)            | Descoperit: Uliassutai, Munții Tannuola, Rusia Dimensiuni: AA= 23 mm                                     | Allolectotip; aripile posterioare rupte. | Muzeul Național de Istorie Naturală „Grigore Antipa”, București | Cimec    |
|      | Epiblema vittata kurilensis (Kuznetsov, 1968)                   | Descoperit: Kunashir, Sernovodska, Rusia Dimensiuni: AA= 16 mm                                           | Paratip; la ac mai există o etichetă cu mențiunea "g. m. les ot K. 16.6.(19)67" (?) și o etichetă de culoare roșie cu mențiunea "Paratypus, Epiblema vittata kurilensis Vl. Kuzn." | Muzeul Național de Istorie Naturală „Grigore Antipa”, București | Cimec    |
|      | Epiblema tibetana (Caradja, 1939)                               | Descoperit: Batang, în valea fluviului Yangtze, China Dimensiuni: AA= 23 mm                              | Allolectotip; la ac mai există o etichetă rotundă cu contur galben și mențiunea "L.Paratype" și eticheta de preparat genital a lui Josef Razowski (G.S. 10220, det. J. Razowski). | Muzeul Național de Istorie Naturală „Grigore Antipa”, București | Cimec    |
|      | Notocelia nobila (Kuznetsov, 1973)                              | Descoperit: Mien-shan, Obere Höhe, China Dimensiuni: AA= 17 mm                                           | Paratip; lipsă aripile de pe partea dreaptă; la ac mai există o etichetă de culoare roșie cu mențiunea "Paratypus, Notocelia nobila Kuzn." | Muzeul Național de Istorie Naturală „Grigore Antipa”, București | Cimec    |
|      | Eucosma antrifera (Meyrick, 1935)                               | Descoperit: West-Tien-Mu-Shan, China Dimensiuni: AA= 13 mm                                               | Paralectotip; lipsă aripa anterioară stângă; la ac mai există o etichetă cu numărul 20b și eticheta de determinare a lui Caradja cu mențiunea "Type". | Muzeul Național de Istorie Naturală „Grigore Antipa”, București | Cimec    |
|      | Eucosma phaeocremna (Meyrick, 1937)                             | Descoperit: Li-kiang, China Dimensiuni: AA= 17 mm                                                        | Allolectotip; lipsă aripa posterioară stângă; la ac mai există o etichetă cu numărul 102 și o etichetă de determinare cu mențiunea "442, phaenocremna" (sic !). | Muzeul Național de Istorie Naturală „Grigore Antipa”, București | Cimec    |
|      | Pammene oxystaura (Meyrick, 1935)                               | Descoperit: West-Tien-Mu-Shan, China Dimensiuni: AA= 13 mm                                               | Paralectotip; la ac mai există o etichetă cu numărul 144, eticheta de determinare a lui Caradja cu mențiunea "Type" și o etichetă cu chenar roșu și mențiunea "Paratyp. des. V. Kuzn." | Muzeul Național de Istorie Naturală „Grigore Antipa”, București | Cimec    |
|      | Laspeyresia bigeminata (Meyrick, 1935)                          | Descoperit: Hoeng-Shan, China Dimensiuni: AA= 10 mm                                                      | Paralectotip; lipsă abdomen. | Muzeul Național de Istorie Naturală „Grigore Antipa”, București | Cimec    |
|      | Oxypteron partitanum (Chrétien, 1915)                           | Descoperit: Tunisia Dimensiuni: AA= 11 mm                                                                | Paratip; lipsă abdomen. | Muzeul Național de Istorie Naturală „Grigore Antipa”, București | Cimec    |
|      | Adoxophyes rufostriatana (Pagenstecher, 1900)                   | Descoperit: Kinigunang, Papua-Noua Guinee Dimensiuni: AA= 13 mm                                          | Paratip; la ac mai există eticheta de determinare a lui Pagenstecher cu mențiunea "Para-Type" (scrisă cu roșu). | Muzeul Național de Istorie Naturală „Grigore Antipa”, București | Cimec    |
|      | Acroclita loxoplecta (Meyrick, 1935)                            | Descoperit: West-Tien-Mu-Shan, China Dimensiuni: AA= 14 mm                                               | Paralectotip; la ac mai există o etichetă cu numărul 222 și eticheta de determinare a lui Caradja cu mențiunea "Type". | Muzeul Național de Istorie Naturală „Grigore Antipa”, București | Cimec    |
|      | Argyroploce informalis (Meyrick, 1935)                          | Descoperit: Lungtan bei Nanking, China Dimensiuni: AA= 13 mm                                             | Topotip. | Muzeul Național de Istorie Naturală „Grigore Antipa”, București | Cimec    |
|      | Argyroploce euedra (Meyrick, 1936)                              | Descoperit: Tai-shan, China Dimensiuni: AA= 12 mm                                                        | Paralectotip; la ac mai există o etichetă cu numărul 44, eticheta de determinare a lui Caradja cu mențiunea "Type" și o etichetă de culoare verde cu mențiunea "Photograph M.(arek) Kopec". | Muzeul Național de Istorie Naturală „Grigore Antipa”, București | Cimec    |
|      | Lobesia thlastopa (Meyrick, 1937)                               | Descoperit: Li-kiang, China Dimensiuni: AA= 17 mm                                                        | Paralectotip; la ac mai există o etichetă cu numărul 101 și eticheta de determinare a lui Caradja cu mențiunea "Typen". | Muzeul Național de Istorie Naturală „Grigore Antipa”, București | Cimec    |
|      | Polychrosis formalis (Meyrick, 1935)                            | Descoperit: West-Tien-Mu-Shan, China Dimensiuni: AA= 17 mm                                               | Paralectotip; la ac mai există o etichetă cu numărul 21. | Muzeul Național de Istorie Naturală „Grigore Antipa”, București | Cimec    |
|      | Symmoca tristella (Caradja, 1920)                               | Descoperit: Lanjaron, Spania Dimensiuni: AA= 18 mm                                                       | Lectotip; la ac mai există eticheta de preparat genital a lui Gozmány (Symmoca tristella, gen. prep. No. 1693, Dr. L. Gozmány). | Muzeul Național de Istorie Naturală „Grigore Antipa”, București | Cimec    |
|      | Symmoca tristella (Caradja, 1920)                               | Descoperit: Lanjaron, Spania Dimensiuni: AA= 17 mm                                                       | Paralectotip. | Muzeul Național de Istorie Naturală „Grigore Antipa”, București | Cimec    |
|      | Symmoca contristella (Caradja, 1920)                            | Descoperit: Ak-Chehir, Turcia Dimensiuni: AA= 17 mm                                                      | Lectotip; la ac mai există eticheta de preparat genital a lui Gozmány (Symmoca contristella, gen. prep. No. 1694, Dr. L. Gozmány = latiusculella). | Muzeul Național de Istorie Naturală „Grigore Antipa”, București | Cimec    |
|      | Symmoca contristella (Caradja, 1920)                            | Descoperit: Ak-Chehir, Turcia Dimensiuni: AA= 18 mm                                                      | Paralectotip; la ac mai există o etichetă cu mențiunea "latiusculella ! det. Gozmány". | Muzeul Național de Istorie Naturală „Grigore Antipa”, București | Cimec    |
|      | Symmoca turana (Caradja, 1920)                                  | Descoperit: Margelan, Uzbekistan Dimensiuni: AA= 20 mm                                                   | Lectotip; la ac mai există eticheta de preparat genital a lui Gozmány (Symmoca turana, gen. prep. No. 1695, Dr. L. Gozmány). | Muzeul Național de Istorie Naturală „Grigore Antipa”, București | Cimec    |
|      | Symmoca turana (Caradja, 1920)                                  | Descoperit: Margelan, Uzbekistan Dimensiuni: AA= 17 mm                                                   | Paralectotip; la ac mai există o etichetă cu numărul 313. | Muzeul Național de Istorie Naturală „Grigore Antipa”, București | Cimec    |
|      | Symmoca monochromella (Rebel, 1902)                             | Descoperit: Ak-Chehir, Turcia Dimensiuni: AA= 23 mm                                                      | Lectotip; la ac mai există eticheta de determinare a lui Hans Rebel cu mențiunea "Type" (scrisă cu roșu !) și eticheta de determinare a lui László Gozmány cu mențiunea "Ceuthomadarus tenebrionellus Mn., det. Dr. Gozmány". | Muzeul Național de Istorie Naturală „Grigore Antipa”, București | Cimec    |
|      | Symmoca monochromella (Rebel, 1902)                             | Descoperit: Ak-Chehir, Turcia Dimensiuni: AA= 20 mm                                                      | Paralectotip; la ac mai există eticheta de determinare a lui Hans Rebel cu mențiunea "Type" (scrisă cu roșu !) și eticheta de determinare a lui László Gozmány cu mențiunea "Ceuthomadarus tenebrionellus Mn., det. Dr. Gozmány". | Muzeul Național de Istorie Naturală „Grigore Antipa”, București | Cimec    |
|      | Symmoca muricella (Chretien, 1896)                              | Descoperit: Vernet(-les-Bains), Franța Dimensiuni: AA= 16 mm                                             | Paratip; la ac mai există o etichetă cu mențiunea "Cotype, P. Chrétien" și eticheta de preparat genital a lui László Gozmány (Symmoca muricella, gen. prep. No. 1691, Dr. L. Gozmány). | Muzeul Național de Istorie Naturală „Grigore Antipa”, București | Cimec    |
|      | Imma asaphoneura (Meyrick, 1934)                                | Descoperit: Fuhosho, Taiwan Dimensiuni: AA= 17 mm                                                        | Lectotip; eticheta de colectare a fost schimbată (are etichetă nouă); la ac mai există eticheta de colectare originală și eticheta de determinare a lui Caradja cu mențiunea "Typen". | Muzeul Național de Istorie Naturală „Grigore Antipa”, București | Cimec    |
|      | Imma asaphoneura (Meyrick, 1934)                                | Descoperit: Hoozan, Taiwan Dimensiuni: AA= 20 mm                                                         | Paralectotip; eticheta de colectare a fost schimbată (are etichetă nouă); la ac mai există eticheta de colectare originală și o etichetă cu mențiunea "Type". | Muzeul Național de Istorie Naturală „Grigore Antipa”, București | Cimec    |
|      | Symmoca muricella (Chretien, 1896)                              | Descoperit: Vernet(-les-Bains), Franța Dimensiuni: AA= 17 mm                                             | Paratip; la ac mai există o etichetă cu mențiunea "Cotype, P. Chrétien" și eticheta de preparat genital a lui László Gozmány (Symmoca muricella, gen. prep. No. 1691, Dr. L. Gozmány). | Muzeul Național de Istorie Naturală „Grigore Antipa”, București | Cimec    |
|      | Symmoca minimella (Caradja, 1920)                               | Descoperit: Symonowsk, Rusia Dimensiuni: AA= 9 mm                                                        | Lectotip. | Muzeul Național de Istorie Naturală „Grigore Antipa”, București | Cimec    |
|      | Symmoca virginella (Rebel, 1902)                                | Descoperit: Konia, Turcia Dimensiuni: AA= 16 mm                                                          | Lectotip; la ac mai există eticheta de determinare a lui Hans Rebel cu mențiunea "Type" (scrisă cu roșu !) și o etichetă cu mențiunea "virginella, det. Gozmány". | Muzeul Național de Istorie Naturală „Grigore Antipa”, București | Cimec    |
|      | Symmoca virginella (Rebel, 1902)                                | Descoperit: Konia, Turcia Dimensiuni: AA= 15 mm                                                          | Paralectotip. | Muzeul Național de Istorie Naturală „Grigore Antipa”, București | Cimec    |
|      | Symmoca virginella (Rebel, 1902)                                | Descoperit: Konia, Turcia Dimensiuni: AA= 14 mm                                                          | Paralectotip; la ac mai există eticheta de determinare a lui Hans Rebel cu mențiunea "Type" (scrisă cu roșu !) și o etichetă cu mențiunea "virginella, det. Gozmány". | Muzeul Național de Istorie Naturală „Grigore Antipa”, București | Cimec    |
|      | Symmoca pelospora (Meyrick, 1927)                               | Descoperit: Kuldscha, Juldus, China Dimensiuni: AA= 17 mm                                                | Holotip; la ac mai există o etichetă cu numărul M19 și eticheta de determinare a lui Hans Rebel cu mențiunea "Type". | Muzeul Național de Istorie Naturală „Grigore Antipa”, București | Cimec    |
|      | Symmoca ochreopicta (Walsingham, 1901)                          | Descoperit: Corté, Franța Dimensiuni: AA= 10 mm                                                          | Paratip; la ac mai există eticheta de proveniență din colecția Walsingham (813, Wlsm. coll.), eticheta de determinare a lui Walsingham cu mențiunea "Paratype" și o etichetă cu mențiunea "quadrifariella, det. Gozmány". | Muzeul Național de Istorie Naturală „Grigore Antipa”, București | Cimec    |
|      | Symmoca ochreopicta (Walsingham, 1901)                          | Descoperit: Corté, Franța Dimensiuni: AA= 9 mm                                                           | Paratip; la ac mai există eticheta de proveniență din colecția Walsingham (814, Wlsm. coll.), eticheta de determinare a lui Walsingham cu mențiunea "Paratype" și o etichetă cu mențiunea "quadrifariella, det. Gozmány". | Muzeul Național de Istorie Naturală „Grigore Antipa”, București | Cimec    |
|      | Symmoca paracedestiella (Caradja, 1930)                         | Descoperit: Balcic, Valea Ak-Bunar, Bulgaria Dimensiuni: AA= 14 mm                                       | Holotip; la ac mai există o etichetă cu mențiunea "Typus", eticheta de determinare a lui Caradja (Symnoca (sic !) paracedestiella Car. det., Car. 3042 bis) și eticheta de preparat genital a lui László Gozmány (Symmoca cedestiella, gen. prep. No. 1692, Dr. L. Gozmány, = paraced. Car.). | Muzeul Național de Istorie Naturală „Grigore Antipa”, București | Cimec    |
|      | Symmoca trinacriella (Caradja, 1928)                            | Descoperit: Palermo, Italia Dimensiuni: AA= 16 mm                                                        | Lectotip; la ac mai există eticheta de determinare a lui László Gozmány cu mențiunea "Symmoca cinerariella Mann., det. Dr. Gozmány" și eticheta de determinare a lui Caradja cu mențiunea "Typen". | Muzeul Național de Istorie Naturală „Grigore Antipa”, București | Cimec    |
|      | Symmoca trinacriella (Caradja, 1928)                            | Descoperit: Palermo, Italia Dimensiuni: AA= 16 mm                                                        | Paralectotip; la ac mai există eticheta de determinare a lui László Gozmány cu mențiunea "Symmoca cinerariella Mann., det. Dr. Gozmány". | Muzeul Național de Istorie Naturală „Grigore Antipa”, București | Cimec    |
|      | Symmoca trinacriella (Caradja, 1928)                            | Descoperit: Palermo, Italia Dimensiuni: AA= 13 mm                                                        | Paralectotip; la ac mai există eticheta de determinare a lui László Gozmány cu mențiunea "Symmoca cinerariella Mann., det. Dr. Gozmány". | Muzeul Național de Istorie Naturală „Grigore Antipa”, București | Cimec    |
|      | Symmoca sezam (Gozmány, 1963)                                   | Descoperit: Teniet el Had, Algeria Dimensiuni: AA= 17 mm                                                 | Holotip; la ac mai există o etichetă cu chenar roșu și mențiunea "Holotypus, Symmoca sezam" și eticheta de preparat genital a lui László Gozmány (Symmoca sezam, gen. prep. No. 1672, Dr. L. Gozmány). | Muzeul Național de Istorie Naturală „Grigore Antipa”, București | Cimec    |
|      | Symmoca sezam (Gozmány, 1963)                                   | Descoperit: Teniet el Had, Algeria Dimensiuni: AA= 16 mm                                                 | Paratip; la ac mai există o etichetă cu chenar roșu și mențiunea "Paratypus, Symmoca sezam". | Muzeul Național de Istorie Naturală „Grigore Antipa”, București | Cimec    |
|      | Symmoca saracenica (Gozmány)                                    | Descoperit: Jaffa, Israel Dimensiuni: AA= 17 mm                                                          | Holotip; la ac mai există o etichtă cu numărul M23, eticheta de determinare a lui Caradja (Ceuthomadarus syriacellus Rag. (Symmoca)), o etichetă cu chenar portocaliu și mențiunea "Holotypus" și eticheta de preparat genital a lui László Gozmány (Symmoca saracenica, gen. prep. No. 3677, Dr. L. Gozmány). | Muzeul Național de Istorie Naturală „Grigore Antipa”, București | Cimec    |
|      | Pseudosymmoca angustipennis (Rebel, 1903)                       | Descoperit: Gafsa, Tunisia Dimensiuni: AA= 19 mm                                                         | Paralectotip. | Muzeul Național de Istorie Naturală „Grigore Antipa”, București | Cimec    |
|      | Pseudosymmoca angustipennis (Rebel, 1903)                       | Descoperit: Gafsa, Tunisia Dimensiuni: AA= 19 mm                                                         | Paralectotip; la ac mai există o etichetă cu mențiunea "debut artom., 3.5.09" (?). | Muzeul Național de Istorie Naturală „Grigore Antipa”, București | Cimec    |
|      | Hyposymmoca variabilis (Chrétien)                               | Descoperit: Biskra, Algeria Dimensiuni: AA= 13 mm                                                        | Paralectotip; la ac mai există o etichetă cu chenar roșu și mențiunea "Paratypus" și o etichetă scrisă de mână cu mențiunea "Pecteneremus pharaoh, det. Gozmány). | Muzeul Național de Istorie Naturală „Grigore Antipa”, București | Cimec    |
|      | Hyposymmoca variabilis (Chrétien)                               | Descoperit: Biskra, Algeria Dimensiuni: AA= 15 mm                                                        | Paralectotip; la ac mai există o etichetă cu chenar roșu și mențiunea "Paratypus" și o etichetă scrisă de mână cu mențiunea "Pecteneremus pharaoh, det. Gozmány). | Muzeul Național de Istorie Naturală „Grigore Antipa”, București | Cimec    |
|      | Pantacordis pales (Gozmány, 1954)                               | Descoperit: Zengg, Dobiasch, Croația Dimensiuni: AA= 12 mm                                               | Paratip; la ac mai există o etichetă cu chenar roșu și mențiunea "Paratypus" și eticheta de determinare a lui László Gozmány cu mențiunea "Eremias pales Gozm., det. Dr. Gozmány". | Muzeul Național de Istorie Naturală „Grigore Antipa”, București | Cimec    |
|      | Pantacordis pales (Gozmány, 1954)                               | Descoperit: Zengg, Dobiasch, Croația Dimensiuni: AA= 13 mm                                               | Paratip; la ac mai există o etichetă cu chenar roșu și mențiunea "Paratypus" și eticheta de determinare a lui László Gozmány cu mențiunea "Eremias pales Gozm., det. Dr. Gozmány". | Muzeul Național de Istorie Naturală „Grigore Antipa”, București | Cimec    |
|      | Glyphipterix chionosoma (Diakonoff, 1978)                       | Descoperit: Shanghai, China Dimensiuni: AA= 8 mm                                                         | Holotip; la ac mai există eticheta de preparat genital a lui Diakonoff (Gen. no. 9944, A. Diak.), o etichetă de culoare roșie cu mențiunea "Type", eticheta de determinare a lui Diakonoff (Holotype, Glyphipterix chionosoma, A. Diakonoff, 1977) și o etichetă de culoare portocalie cu mențiunea "Gemalt von Dr. F. Gregor für Micr. Pal." ("Pictat de dr. F. Gregor pentru Microlepidoptera Palaearctica"), la care este adăugat, scris de mână, "to be painted". | Muzeul Național de Istorie Naturală „Grigore Antipa”, București | Cimec    |
|      | Pantacordis pales (Gozmány, 1954)                               | Descoperit: Zengg, Dobiasch, Croația Dimensiuni: AA= 11 mm                                               | Paratip; la ac mai există o etichetă de culoare roșie cu mențiunea "Paratypus" și eticheta de determinare a lui László Gozmány cu mențiunea "Pantacordis pales Gozm., det. Dr. Gozmány". | Muzeul Național de Istorie Naturală „Grigore Antipa”, București | Cimec    |
|      | Eremica minorita (Gozmány, 1969)                                | Descoperit: Egridir, Turcia Dimensiuni: AA= 11 mm                                                        | Paratip; la ac mai există o etichetă cu chenar roșu și mențiunea "Paratypus", eticheta de determinare a lui László Gozmány cu mențiunea "Eremias minorita, det. Dr. Gozmány" și o fiolă de sticlă (cu abdomenul). | Muzeul Național de Istorie Naturală „Grigore Antipa”, București | Cimec    |
|      | Donaspastus pannonicus (Gozmány, 1952)                          | Descoperit: Nadap Dimensiuni: AA= 16 mm                                                                  | Paratip; la ac mai există o etichetă cu mențiunea "legit Dr. Kaszab", o etichetă de culoare roșie cu mențiunea "Paratypus" și eticheta de determinare a lui László Gozmány cu mențiunea "Donaspastus pannonicus Gozm., det. Dr. Gozmány". | Muzeul Național de Istorie Naturală „Grigore Antipa”, București | Cimec    |
|      | Donaspastus demon (Gozmány, 1963)                               | Descoperit: Spania Dimensiuni: AA= 11 mm                                                                 | Paratip; la ac mai există o etichetă cu numărul 265, o etichetă cu chenar roșu și mențiunea "Paratypus" și eticheta de preparat genital a lui László Gozmány (Donaspastus demon, gen. prep. No. 1688, Dr. L. Gozmány). | Muzeul Național de Istorie Naturală „Grigore Antipa”, București | Cimec    |
|      | Donaspastus demon (Gozmány, 1963)                               | Descoperit: Spania Dimensiuni: AA= 10 mm                                                                 | Paratip; la ac mai există o etichetă cu chenar roșu și mențiunea "Paratypus" și eticheta de preparat genital a lui László Gozmány (Donaspastus demon, gen. prep. No. 1689, Dr. L. Gozmány). | Muzeul Național de Istorie Naturală „Grigore Antipa”, București | Cimec    |
|      | Oegoconia caradjai (Popescu-Gorj & Căpușe, 1965)                | Descoperit: Kasikoparan, Armenia Dimensiuni: AA= 14 mm                                                   | Holotip; la ac mai există eticheta de preparat genital a lui Iosif Căpușe (Prep. genit. nr. 1040, I. Căpușe). | Muzeul Național de Istorie Naturală „Grigore Antipa”, București | Cimec    |
|      | Oegoconia caradjai (Popescu-Gorj & Căpușe, 1965)                | Descoperit: Konia, Turcia Dimensiuni: AA= 16 mm                                                          | Paratip. | Muzeul Național de Istorie Naturală „Grigore Antipa”, București | Cimec    |
|      | Oegoconia caradjai (Popescu-Gorj & Căpușe, 1965)                | Descoperit: jud. Constanța, AGIGEA Dimensiuni: AA= 15 mm                                                 | Paratip. | Muzeul Național de Istorie Naturală „Grigore Antipa”, București | Cimec    |
|      | Oegoconia bacescui (Popescu-Gorj & Căpușe, 1965)                | Descoperit: jud. Ilfov, București, Pădurea Băneasa Dimensiuni: AA= 13 mm                                 | Holotip; la ac mai există eticheta de preparat genital a lui Iosif Căpușe (Prep. genit. nr. 782, Oegoconia bacescui A. P.-Gorj & I. Căp., I. Căpușe). | Muzeul Național de Istorie Naturală „Grigore Antipa”, București | Cimec    |
|      | Oegoconia bacescui (Popescu-Gorj & Căpușe, 1965)                | Descoperit: jud. Tulcea, Periprava, Pădurea Letea Dimensiuni: AA= 11 mm                                  | Allotip; la ac mai există eticheta de preparat genital a lui Iosif Căpușe (Prep. genit. nr. 1068, Oegoconia bacescui A. P.-Gorj & I. Căp., I. Căpușe). | Muzeul Național de Istorie Naturală „Grigore Antipa”, București | Cimec    |
|      | Oegoconia bacescui (Popescu-Gorj & Căpușe, 1965)                | Descoperit: jud. Cluj Dimensiuni: AA= 15 mm                                                              | Paratip. | Muzeul Național de Istorie Naturală „Grigore Antipa”, București | Cimec    |
|      | Oegoconia bacescui (Popescu-Gorj & Căpușe, 1965)                | Descoperit: jud. Cluj Dimensiuni: AA= 15 mm                                                              | Paratip. | Muzeul Național de Istorie Naturală „Grigore Antipa”, București | Cimec    |
|      | Oegoconia quadripuncta uralskella (Popescu-Gorj & Căpușe, 1965) | Descoperit: Kazahstan Dimensiuni: AA= 15 mm                                                              | Holotip; la ac mai există eticheta de preparat genital a lui Iosif Căpușe (Prep. genit. nr. 1044, I. Căpușe). | Muzeul Național de Istorie Naturală „Grigore Antipa”, București | Cimec    |
|      | Oegoconia quadripuncta uralskella (Popescu-Gorj & Căpușe, 1965) | Descoperit: Uralsk, Kazahstan Dimensiuni: AA= 13 mm                                                      | Paratip; lipsă aripa anterioară stângă. | Muzeul Național de Istorie Naturală „Grigore Antipa”, București | Cimec    |
|      | Oegoconia quadripuncta uralskella (Popescu-Gorj & Căpușe, 1965) | Descoperit: Uralsk, Kazahstan Dimensiuni: AA= 13 mm                                                      | Paratip. | Muzeul Național de Istorie Naturală „Grigore Antipa”, București | Cimec    |
|      | Blastobasis subolivacea (Walsingham, 1897)                      | Descoperit: Statele Unite ale Americii Dimensiuni: AA= 13 mm                                             | Holotip; lipsă aripile drepte; la ac mai există eticheta de determinare a lui Walsingham cu numărul 125.2089 și mențiunea "Type" și eticheta de preparat genital a lui David Adamski, de culoare verde ("Genitalia Slide By DA 3469"). | Muzeul Național de Istorie Naturală „Grigore Antipa”, București | Cimec    |
|      | Pammeces pallida (Walsingham, 1897)                             | Descoperit: Statele Unite ale Americii Dimensiuni: AA= 13 mm                                             | Holotip; la ac mai există eticheta de determinare a lui Walsingham cu numărul 184.2083 și mențiunea "Type". | Muzeul Național de Istorie Naturală „Grigore Antipa”, București | Cimec    |
|      | Syntomactis cervinella (Walsingham, 1897)                       | Descoperit: Statele Unite ale Americii Dimensiuni: AA= 12 mm                                             | Holotip; la ac mai există eticheta de determinare a lui Walsingham cu numărul 183.2062 și mențiunea "Type". | Muzeul Național de Istorie Naturală „Grigore Antipa”, București | Cimec    |
|      | Pyroderces caesaris (Gozmány, 1957)                             | Descoperit: Zengg, Dobiasch, Croația Dimensiuni: AA= 14 mm                                               | Paratip; la ac mai există o etichetă cu chenar roșu și mențiunea "Paratypus, caesaris Gozm.". | Muzeul Național de Istorie Naturală „Grigore Antipa”, București | Cimec    |
|      | Brenthia nephelosema (Diakonoff, 1978)                          | Descoperit: China Dimensiuni: AA= 14 mm                                                                  | Holotip; la ac mai există eticheta de preparat genital a lui Diakonoff (Gen. no. 9921, A. Diak.), eticheta de determinare a lui Diakonoff (Holotype, Brenthia nephelosema, A. Diakonoff, 1977), o etichetă de culoare roșie cu mențiunea "Type" și o etichetă de culoare portocalie cu mențiunea "Gemalt von Dr. F. Gregor für Micr. Pal." ("Pictat de dr. F. Gregor pentru Microlepidoptera Palaearctica"), la care este adăugat, scris de mână, "to be painted". | Muzeul Național de Istorie Naturală „Grigore Antipa”, București | Cimec    |
|      | Brenthia nephelosema (Diakonoff, 1978)                          | Descoperit: China Dimensiuni: AA= 13 mm                                                                  | Paratip; la ac mai există eticheta de determinare a lui Diakonoff (Paratype, Brenthia nephelosema, A. Diakonoff, 1977). | Muzeul Național de Istorie Naturală „Grigore Antipa”, București | Cimec    |
|      | Choreutis intermediana (Rebel, 1910)                            | Descoperit: Kârgâzstan Dimensiuni: AA= 11 mm                                                             | Lectotip; la ac mai există eticheta de preparat genital a lui Diakonoff (Gen. no. 9923, A. Diak.), o etichetă cu numărul 61, eticheta de determinare a lui Hans Rebel cu mențiunea "Type" (scrisă cu roșu !), eticheta de revizuire a lui V. Kuznetzov (M.P. V 6, Choreutis intermediana Rbl., Lectotypus; pe verso are mențiunea "Alai Geb."), eticheta de determinare a lui Diakonoff (Museum Leiden, Choreutis intermediana Rbl., A. Diakonoff det.) și o etichetă de culoare portocalie cu mențiunea "Gemalt von Dr. F. Gregor für Micr. Pal." ("Pictat de dr. F. Gregor pentru Microlepidoptera Palaearctica"), la care este adăugat, scris de mână, "to be painted". | Muzeul Național de Istorie Naturală „Grigore Antipa”, București | Cimec    |
|      | Choreutis intermediana (Rebel, 1910)                            | Descoperit: Kârgâzstan Dimensiuni: AA= 13 mm                                                             | Allolectotip; la ac mai există eticheta de preparat genital a lui Diakonoff (Gen. no. 9924, A. Diak.), eticheta de determinare a lui Hans Rebel cu mențiunea "Type" (scrisă cu roșu !), eticheta de determinare a lui Diakonoff (Museum Leiden, Choreutis intermediana Rbl., A. Diakonoff det.) și o etichetă de culoare portocalie cu mențiunea "Gemalt von Dr. F. Gregor für Micr. Pal." ("Pictat de dr. F. Gregor pentru Microlepidoptera Palaearctica"), la care este adăugat, scris de mână, "to be painted". | Muzeul Național de Istorie Naturală „Grigore Antipa”, București | Cimec    |
|      | Choreutis intermediana (Rebel, 1910)                            | Descoperit: Kârgâzstan Dimensiuni: AA= 11 mm                                                             | Paralectotip; la ac mai există eticheta de determinare a lui Hans Rebel cu mențiunea "Type" (scrisă cu roșu !). | Muzeul Național de Istorie Naturală „Grigore Antipa”, București | Cimec    |
|      | Choreutis intermediana (Rebel, 1910)                            | Descoperit: Kârgâzstan Dimensiuni: AA= 11 mm                                                             | Paralectotip; La ac mai există eticheta de determinare a lui Hans Rebel cu mențiunea "Type" (scrisă cu roșu !) și eticheta de determinare a lui Diakonoff (Museum Leiden, Choreutis intermediana Rbl., A. Diakonoff det.). | Muzeul Național de Istorie Naturală „Grigore Antipa”, București | Cimec    |
|      | Choreutis batangensis (Caradja, 1940)                           | Descoperit: Batang, Untere Urwaldzone (limita inferioară a pădurii virgine), China Dimensiuni: AA= 17 mm | Lectotip; la ac mai există eticheta de preparat genital a lui Diakonoff (Gen. no. 9709, A. Diak.), eticheta de determinare a lui Caradja cu mențiunea "Typen" și o etichetă de culoare portocalie cu mențiunea "Gemalt von Dr. F. Gregor für Micr. Pal." ("Pictat de dr. F. Gregor pentru Microlepidoptera Palaearctica"). | Muzeul Național de Istorie Naturală „Grigore Antipa”, București | Cimec    |
|      | Choreutis batangensis (Caradja, 1940)                           | Descoperit: Batang, Untere Urwaldzone (limita inferioară a pădurii virgine), China Dimensiuni: AA= 15 mm | Paralectotip; la ac mai există eticheta de determinare a lui Diakonoff (Museum Leiden, Choreutis batangensis Car., A. Diakonoff det.). | Muzeul Național de Istorie Naturală „Grigore Antipa”, București | Cimec    |
|      | Choreutis batangensis (Caradja, 1940)                           | Descoperit: Batang, Untere Urwaldzone (limita inferioară a pădurii virgine), China Dimensiuni: AA= 15 mm | Paralectotip; la ac mai există eticheta de determinare a lui Diakonoff (Museum Leiden, Choreutis batangensis Car., A. Diakonoff det.). | Muzeul Național de Istorie Naturală „Grigore Antipa”, București | Cimec    |
|      | Choreutis chodzhajevi (Gherasimov, 1930)                        | Descoperit: Turkmenistan Dimensiuni: AA= 13 mm                                                           | Paratip; la ac mai există eticheta de preparat genital a lui Diakonoff (Gen. no. 9926, A. Diak.), eticheta de determinare a lui Gerasimov (Choreutis chodzhajevi Geras.) și eticheta de determinare a lui Diakonoff (Museum Leiden, Tebena chodzhajevi (Geras.), A. Diakonoff det.) | Muzeul Național de Istorie Naturală „Grigore Antipa”, București | Cimec    |
|      | Choreutis chodzhajevi (Gherasimov, 1930)                        | Descoperit: Turkmenistan Dimensiuni: AA= 13 mm                                                           | Paratip; la ac mai există eticheta de determinare a lui Gerasimov (Choreutis chodzhajevi Geras.). | Muzeul Național de Istorie Naturală „Grigore Antipa”, București | Cimec    |
|      | Choreutis caradjai (Diakonoff, 1984)                            | Descoperit: Li-kiang, China Dimensiuni: AA= 10 mm                                                        | Holotip; la ac mai există eticheta de preparat genital a lui Diakonoff (Gen. no. 10240, A. Diak.), o etichetă de culoare roșie cu mențiunea "Type", eticheta de determinare a lui Diakonoff (Holotype, Choreutis caradjai, A. Diakonoff, 1981) și o etichetă de culoare portocalie cu mențiunea "Gemalt von Dr. F. Gregor für Micr. Pal." ("Pictat de dr. F. Gregor pentru Microlepidoptera Palaearctica"). | Muzeul Național de Istorie Naturală „Grigore Antipa”, București | Cimec    |
|      | Glyphipterix xyridota (Meyrick, 1935)                           | Descoperit: Lungtan bei Nanking, China Dimensiuni: AA= 10 mm                                             | Holotip; la ac mai există eticheta de preparat genital a lui Diakonoff (A. Diak. 9946), o etichetă de determinare cu mențiunea "Glyphipteryx xyridota", o etichetă de culoare roșie cu mențiunea "Type", eticheta de determinare a lui Diakonoff (Holotype, Glyphipterix dolichophyes, A. Diakonoff, 1977) și o etichetă de culoare portocalie cu mențiunea "Gemalt von Dr. F. Gregor für Micr. Pal." ("Pictat de dr. F. Gregor pentru Microlepidoptera Palaearctica"), la care este adăugat, scris de mână, "to be painted". | Muzeul Național de Istorie Naturală „Grigore Antipa”, București | Cimec    |
|      | Heliothela cretostrigalis (Caradja, 1925)                       | Descoperit: Lienping, China Dimensiuni: AA= 18 mm                                                        | Holotip; eticheta de colectare a fost schimbată (are etichetă nouă); la ac mai există eticheta de colectare originală, scrisă pe calc, abia lizibilă, eticheta de determinare a lui Caradja cu mențiunea "? Heliothela cretostrigalis Car." și o etichetă de culoare roșie cu mențiunea "Holotype, ? Heliothela cretostrigalis Caradja, Teste A. Diakonoff". | Muzeul Național de Istorie Naturală „Grigore Antipa”, București | Cimec    |
|      | Imma torophracta (Meyrick, 1935)                                | Descoperit: Hoeng-Shan, China Dimensiuni: AA= 22 mm                                                      | Lectotip; la ac mai există o etichetă cu numărul 7, eticheta de preparat genital a lui Diakonoff (A. Diak. 9716), eticheta de determinare a lui Caradja cu mențiunea "Type" și o etichetă de culoare portocalie cu mențiunea "Gemalt von Dr. F. Gregor für Micr. Pal." ("Pictat de dr. F. Gregor pentru Microlepidoptera Palaearctica"), la care este adăugat, scris de mână, "to be painted". | Muzeul Național de Istorie Naturală „Grigore Antipa”, București | Cimec    |
|      | Imma hoenei (Caradja, 1938)                                     | Descoperit: Hoeng-Shan, China Dimensiuni: AA= 23 mm                                                      | Lectotip; eticheta de colectare a fost schimbată (are etichetă nouă); la ac mai există o etichetă cu numărul 53, eticheta de preparat genital a lui Diakonoff (A. Diak. 9717), o etichetă cu mențiunea "Imma sp. ?", eticheta de determinare a lui Caradja cu mențiunea "Typen" și o etichetă de culoare portocalie cu mențiunea "Gemalt von Dr. F. Gregor für Micr. Pal." ("Pictat de dr. F. Gregor pentru Microlepidoptera Palaearctica"), la care este adăugat, scris de mână, "to be painted". | Muzeul Național de Istorie Naturală „Grigore Antipa”, București | Cimec    |
|      | Imma hoenei (Caradja, 1938)                                     | Descoperit: Kuatun, China Dimensiuni: AA= 24 mm                                                          | Paralectotip; la ac mai există eticheta de determinare a lui Popescu-Gorj. | Muzeul Național de Istorie Naturală „Grigore Antipa”, București | Cimec    |
|      | Coleophora unistriella (Caradja, 1920)                          | Descoperit: Kasakewitch, Rusia Dimensiuni: AA= 13 mm                                                     | Paralectotip; la ac mai există eticheta de proveniență din colecția Walsingham (5564, Wlsm. 1908) și o etichetă de determinare cu mențiunea "Ionescumia pilicornis ussuriella Caradja, lectoparatype" (?). | Muzeul Național de Istorie Naturală „Grigore Antipa”, București | Cimec    |
|      | Coleophora plurifoliella (Chretien, 1896)                       | Descoperit: Biskra, Algeria Dimensiuni: AA= 23 mm                                                        | Paralectotip; lipsă abdomen; la ac mai există căsuța larvară și eticheta de determinare a lui Chrétien (Coleophora plurifoliella). | Muzeul Național de Istorie Naturală „Grigore Antipa”, București | Cimec    |
|      | Coleophora salsolella (Chretien, 1915)                          | Descoperit: Biskra, Algeria Dimensiuni: AA= 10 mm                                                        | Paralectotip; lipsă aripa posterioară stângă; eticheta de colectare a fost schimbată (are etichetă nouă); la ac mai există o etichetă cu mențiunea "Salsola microphil.", eticheta de preparat genital a lui Iosif Căpușe (Praep. Genit. Nr. 3529, I. Căpușe) și eticheta de determinare a lui Giorgio Baldizzone cu mențiunea "Coleophora salsolella Chrét., Baldizzone det.". | Muzeul Național de Istorie Naturală „Grigore Antipa”, București | Cimec    |
|      | Coleophora anaeli (Căpușe, 1967)                                | Descoperit: jud. Tulcea, Periprava, Pădurea Letea Dimensiuni: AA= 15 mm                                  | Paratip; la ac mai există eticheta de determinare a lui Iosif Căpușe (Coleophora anaeli Căpușe, det. I. Căpușe), eticheta de determinare a lui Giorgio Baldizzone cu mențiunea "Coleophora pilicornis Rbl., Baldizzone det." și o capsulă de polietilenă cu abdomenul și una din aripile posterioare. | Muzeul Național de Istorie Naturală „Grigore Antipa”, București | Cimec    |
|      | Coleophora aureliani (Căpușe, 1967)                             | Descoperit: jud. Constanța, Agigea Dimensiuni: AA= 23 mm                                                 | Allotip; lipsă aripile de pe partea dreaptă; la ac mai există eticheta de preparat genital a lui Iosif Căpușe (Praep. Genit. Nr. 1560, I. Căpușe) și eticheta de determinare a lui Giorgio Baldizzone cu mențiunea "Coleophora malatiella Toll, Baldizzone det. 1983". | Muzeul Național de Istorie Naturală „Grigore Antipa”, București | Cimec    |
|      | Coleophora quercivorella (Căpușe, 1971)                         | Descoperit: jud. Tulcea, Caraorman Dimensiuni: AA= 12 mm                                                 | Allotip; la ac mai există eticheta de preparat genital a lui Iosif Căpușe (Praep. Genit. Nr. 2458, I. Căpușe), o etichetă de culoare roșie cu mențiunea "Allotypus, Coleophora quercivorella n. sp., Căpușe" și eticheta de determinare a lui Giorgio Baldizzone cu mențiunea "Coleophora ardeaepennella Scop., Baldizzone det. 1983". | Muzeul Național de Istorie Naturală „Grigore Antipa”, București | Cimec    |
|      | Coleophora anaeli (Căpușe, 1967)                                | Descoperit: jud. Tulcea, Periprava, Pădurea Letea Dimensiuni: AA = 13 mm                                 | Allotip; la ac mai există eticheta de preparat genital a lui Iosif Căpușe (Praep. Genit. Nr. 1800, I. Căpușe) și o etichetă de culoare roșie cu mențiunea "Allotypus, Coleophora anaeli Căpușe". | Muzeul Național de Istorie Naturală „Grigore Antipa”, București | Cimec    |
|      | Lita suavella (Chretien, 1920)                                  | Dimensiuni: AA= 10 mm                                                                                    | Exemplar tip, paralectotip, cu abdomenul și ambele aripi posterioare detașate. | Muzeul Național de Istorie Naturală „Grigore Antipa”, București | Cimec    |
|      | Lita cephalella (Caradja, 1920)                                 | Descoperit: Rusia Dimensiuni: AA= 9 mm                                                                   | Exemplar tip, lectotip, cu abdomenul și aripa posterioară dreaptă detașate. | Muzeul Național de Istorie Naturală „Grigore Antipa”, București | Cimec    |
|      | Lita nigricella (Chretien, 1915)                                | Descoperit: Algeria Dimensiuni: AA= 10 mm                                                                | Exemplar tip, paralectotip, cu abdomenul detașat. | Muzeul Național de Istorie Naturală „Grigore Antipa”, București | Cimec    |
|      | Lita repentella (Chretien, 1908)                                | Descoperit: Spania Dimensiuni: AA= 12 mm                                                                 | Exemplar tip, paralectotip. | Muzeul Național de Istorie Naturală „Grigore Antipa”, București | Cimec    |
|      | Ephysteris (Opacopsia) chretieni (Povolny, 1967)                | Descoperit: Algeria Dimensiuni: AA= 10 mm                                                                | Exemplar tip, holotip, cu abdomentul detașat pentru realizarea preparatului genital. | Muzeul Național de Istorie Naturală „Grigore Antipa”, București | Cimec    |
|      | Paltodora striatella; Hubner var. substriatella (Caradja, 1920) | Descoperit: Spania Dimensiuni: AA= 16 mm                                                                 | Exemplar tip, allolectotip, cu ambele aripi de pe partea dreaptă detașate. | Muzeul Național de Istorie Naturală „Grigore Antipa”, București | Cimec    |
|      | Thiotricha tylephora (Meyerick, 1935)                           | Descoperit: China Dimensiuni: AA= 17 mm                                                                  | Exemplar tip, paralectotip, cu abdomenul detașat pentru realizarea preparatului genital. O treime din aripa anterioară stângă, lipsește. | Muzeul Național de Istorie Naturală „Grigore Antipa”, București | Cimec    |
|      | Chelaria leptopalta (Meyerick, 1934)                            | Descoperit: China Dimensiuni: AA= 18 mm                                                                  | Exemplar tip, holotip, cu abdomenul detașat în vederea efectuării preparatului genital. Aripa anterioară dreaptă, detașată. | Muzeul Național de Istorie Naturală „Grigore Antipa”, București | Cimec    |